# Quận kinh doanh trung tâm

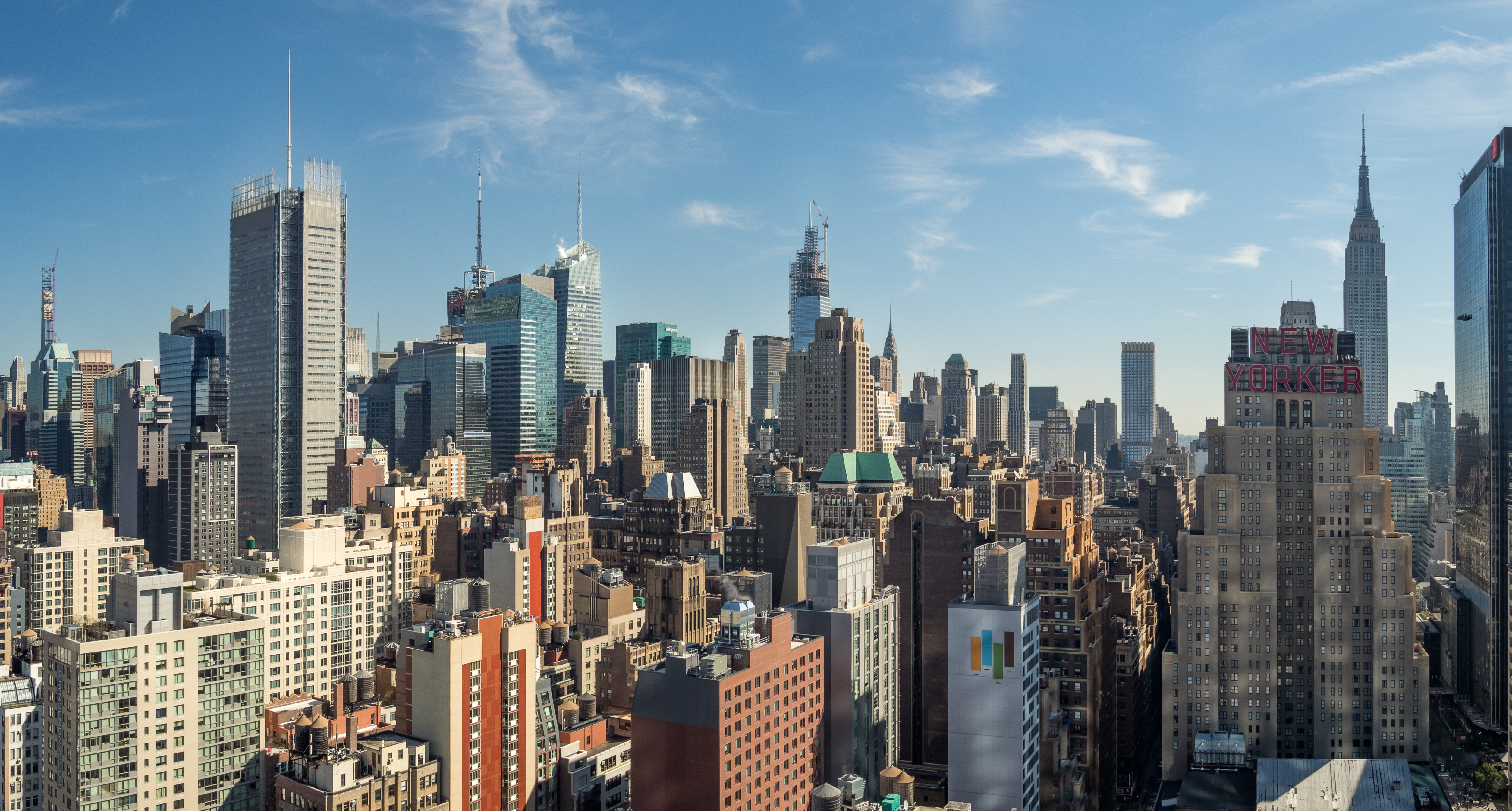
Midtown Manhattan ở Thành phố New York, quận kinh doanh trung tâm lớn nhất nước Mỹ.

Quận kinh doanh trung tâm (tiếng Anh: central business district, viết tắt: CBD) là trung tâm kinh doanh và thương mại của một thành phố. Ở các thành phố lớn hơn, nó thường đồng nghĩa với "quận tài chính" của thành phố. Về mặt địa lý, nó thường trùng với "trung tâm thành phố" (thuật ngữ tiếng Anh là "city center" hay "downtown"), nhưng hai khái niệm này tách biệt nhau: nhiều thành phố có một quận kinh doanh trung tâm nằm cách xa trung tâm thương mại hay văn hóa, hoặc thậm chí nhiều CBD cùng một lúc. Quận kinh doanh trung tâm được đặc trưng là khu vực trong thành phố có khả năng tiếp cận cao nhất cộng với sự đa dạng và tập trung các hàng hóa và dịch vụ chuyên biệt hơn bất kỳ khu vực nào khác. Ví dụ: trung tâm thành phố của Luân Đôn thường được coi là bao gồm thành phố Luân Đôn lịch sử và thành phố Westminster thời trung cổ, trong khi thành phố Luân Đôn và Docklands có Canary Wharf được coi là hai quận kinh doanh trung tâm tương ứng của chúng. Ở thành phố New York là Midtown Manhattan. Ở Chicago, Chicago Loop là quận kinh doanh trung tâm lớn thứ hai ở Hoa Kỳ và trên thế giới. Nó cũng được coi là lõi của thành phố. Thành phố Mexico cũng có trung tâm thành phố lịch sử, "Centro Histórico" thời thuộc địa, cùng với hai CBD: giữa cuối thế kỷ 20 Paseo de la Reforma - Polanco, và Santa Fe mới, tương ứng. Quận kinh doanh trung tâm lớn nhất của Moscow và Nga là Trung tâm Kinh doanh Quốc tế Moscow.
Hình dạng và loại hình của một CBD gần như luôn phản ánh chặt chẽ lịch sử của thành phố. Các thành phố có luật bảo tồn mạnh mẽ và giới hạn chiều cao tòa nhà tối đa để giữ lại nét đặc trưng của lõi lịch sử và văn hóa sẽ có khu trung tâm khá xa trung tâm thành phố. Việc này khá phổ biến đối với các thành phố châu Âu như Paris, Moscow hoặc Vienna. Ở các thành phố ở Tân thế giới phát triển nhanh chóng sau khi phát minh ra phương tiện giao thông hiện đại như đường bộ hoặc đường sắt, một khu vực trung tâm hoặc khu trung tâm thường sẽ chứa hầu hết các tòa nhà cao nhất của khu vực và đóng vai trò như một CBD cũng như trung tâm thương mại và văn hóa của thành phố. Mức độ đô thị hóa ngày càng tăng trong thế kỷ 21 đã giúp phát triển các siêu đô thị, đặc biệt là ở Châu Á, thường sẽ có nhiều quận trung tâm nằm rải rác trong khu vực đô thị. Người ta hay nói về các khu trung tâm (theo như được hiểu ở Bắc Mỹ) do đó vẫn có khác biệt về mặt khái niệm với CBD và trung tâm thành phố. Mặc dù không có hai khu trung tâm nào giống nhau về hình dạng không gian, tuy nhiên, một số mô hình hình học nhất định trong các khu vực này đang lặp lại ở nhiều thành phố do bản chất của các hoạt động thương mại và công nghiệp tập trung.

## Úc
Melbourne và Sydney, hai thành phố đông dân nhất của Úc, cả hai đều có các quận kinh doanh lớn.

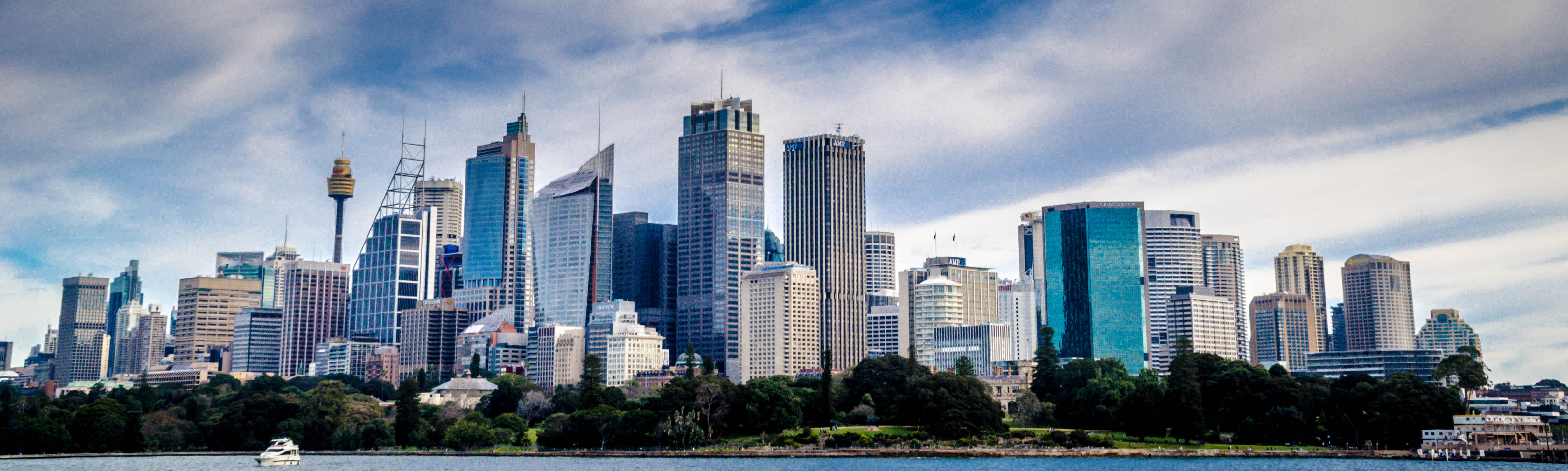
Quận thương mại trung tâm Sydney
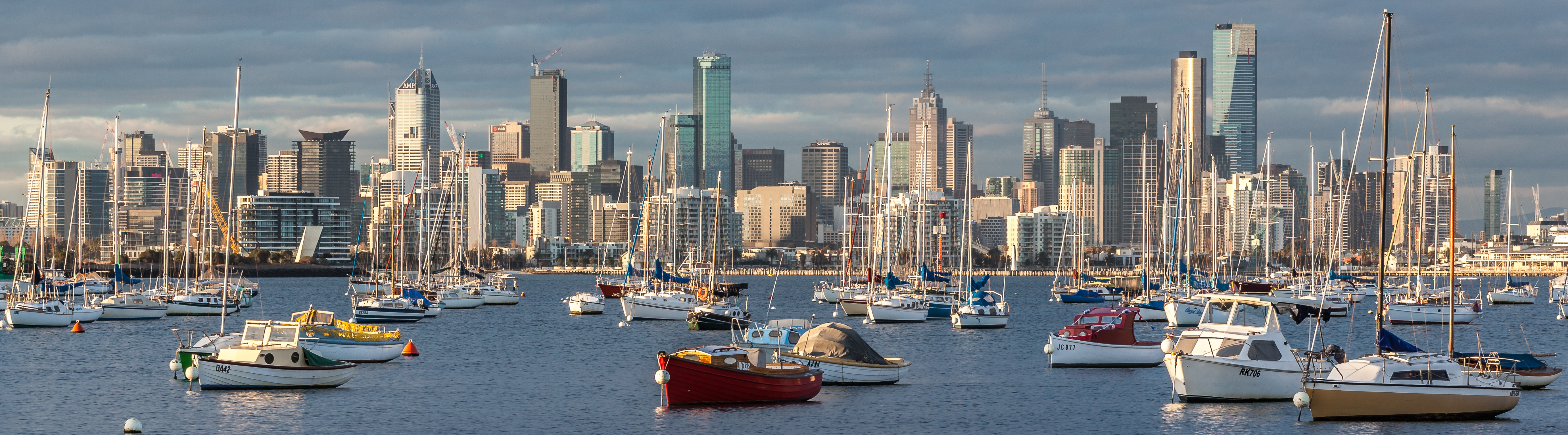
Quận thương mại trung tâm Melbourne
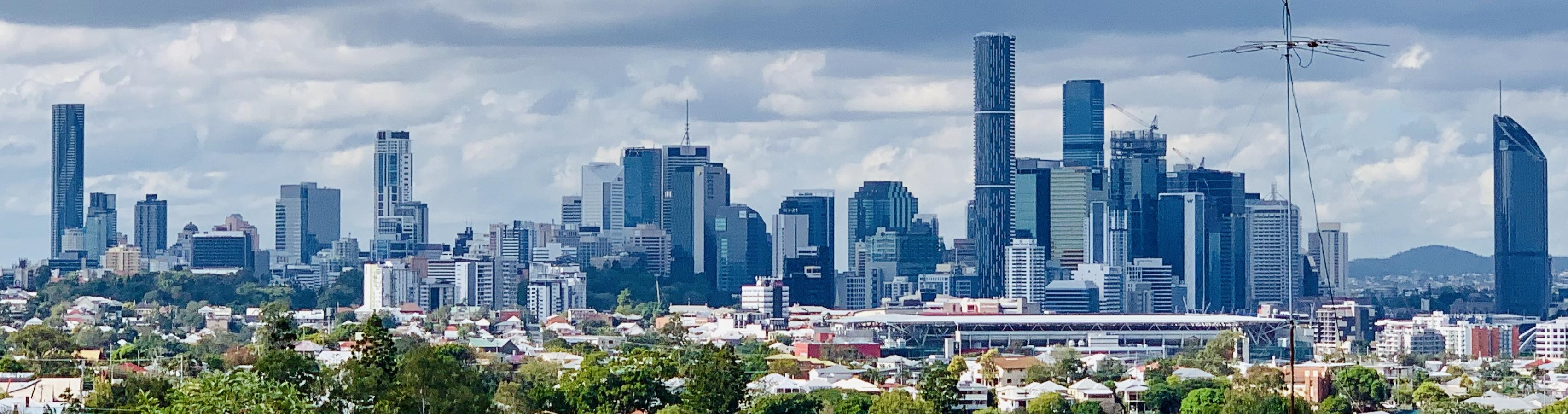
Quận thương mại trung tâm Brisbane
Quận thương mại trung tâm Perth
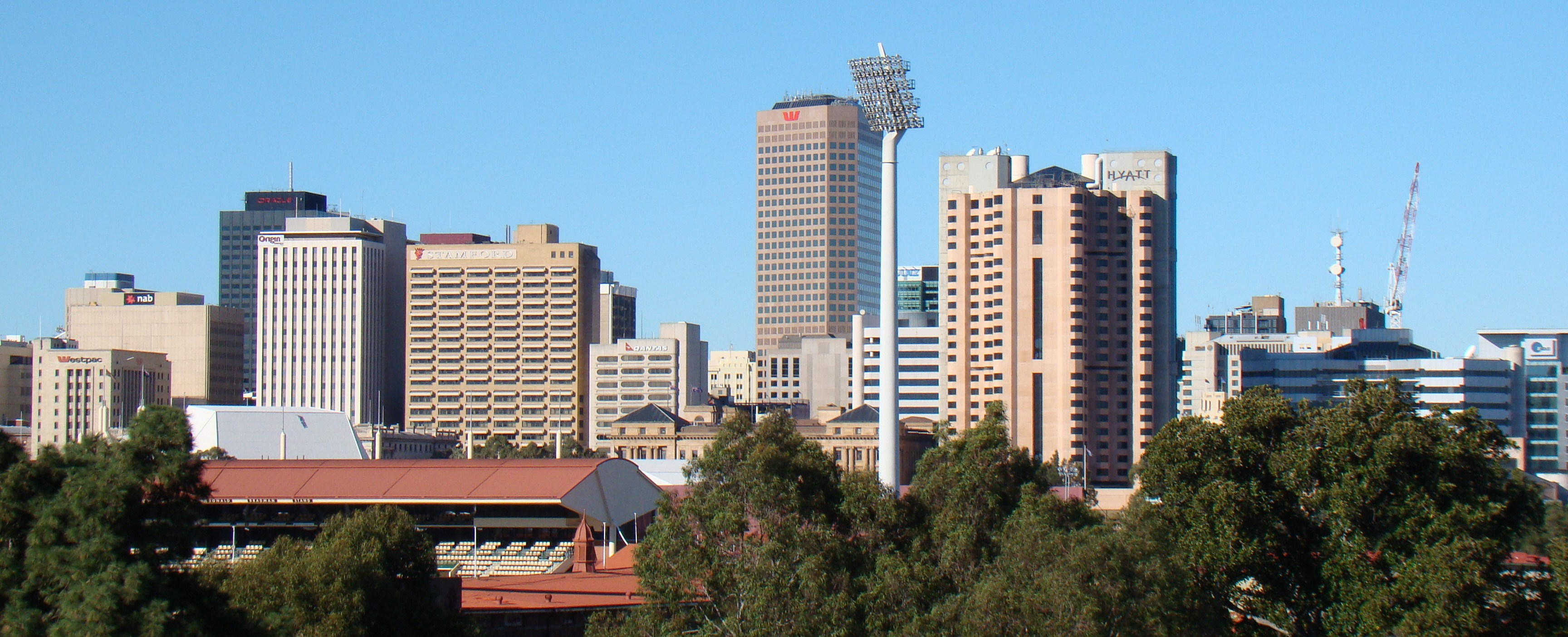
Quận thương mại trung tâm Adelaide
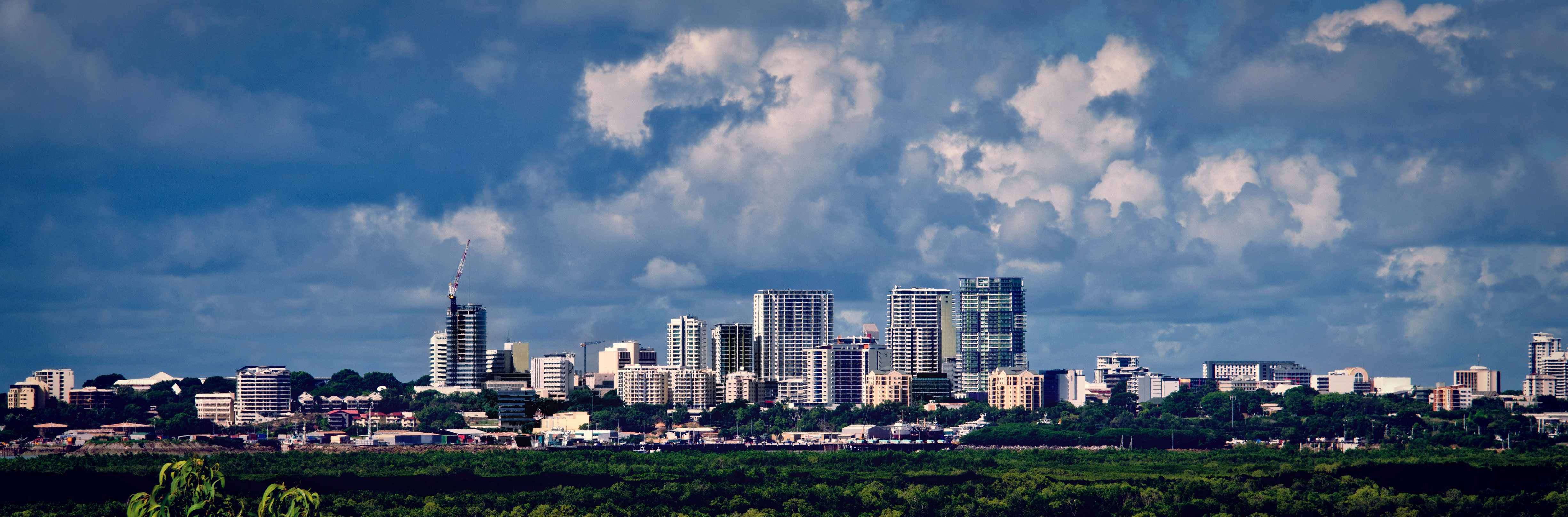
Quận thương mại trung tâm Darwin

## Colombia
Các quận kinh doanh trung tâm đáng chú ý khác của Colombia bao gồm Parque Berrío ở Medellín, Bocagrande ở Cartagena (khu trung tâm du lịch lớn nhất trong nước) và Paseo de Bolívar trong Barranquilla.

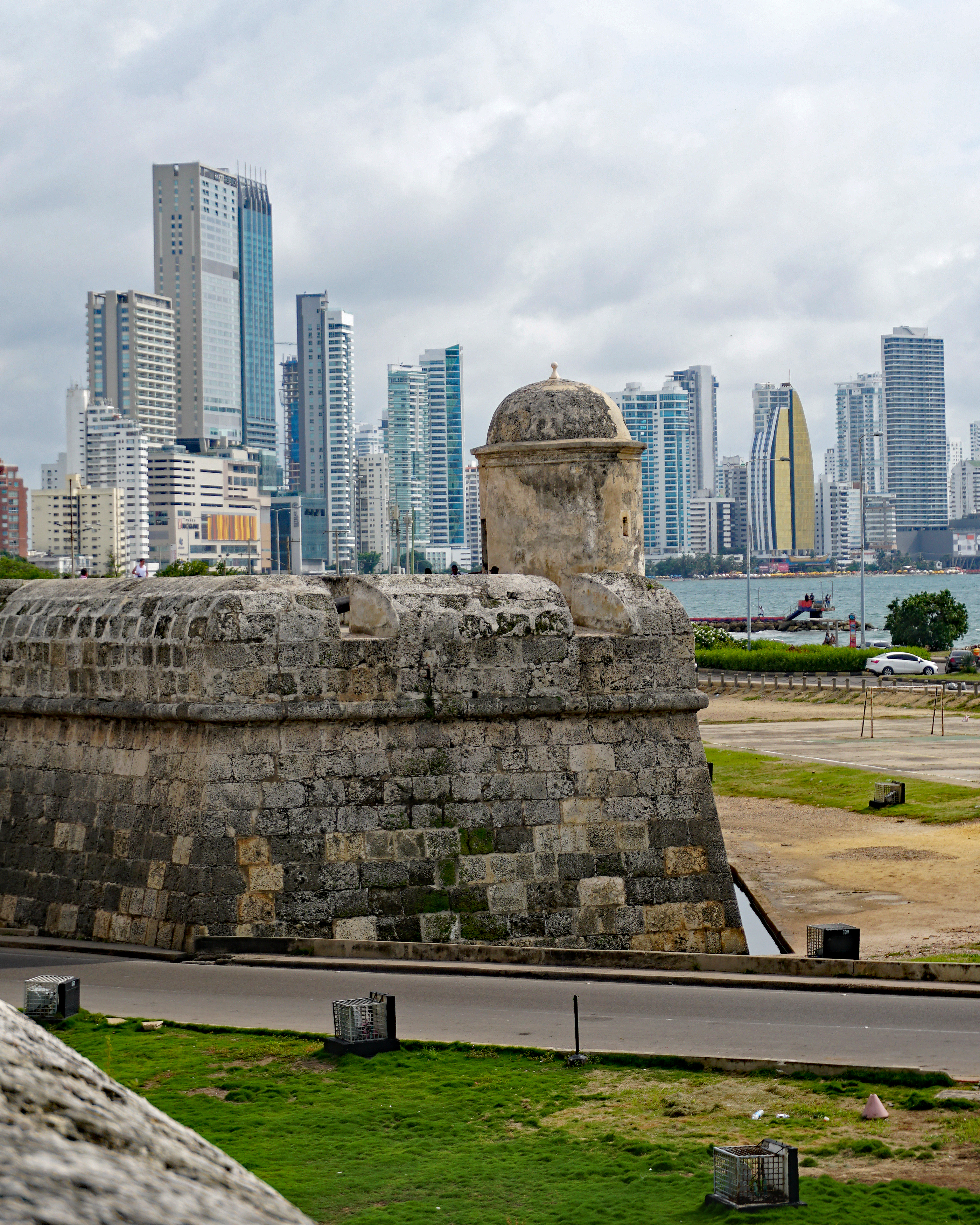
Bocagrande ở Cartagena, khu CBD lớn nhất ở Vùng Caribe của Colombia
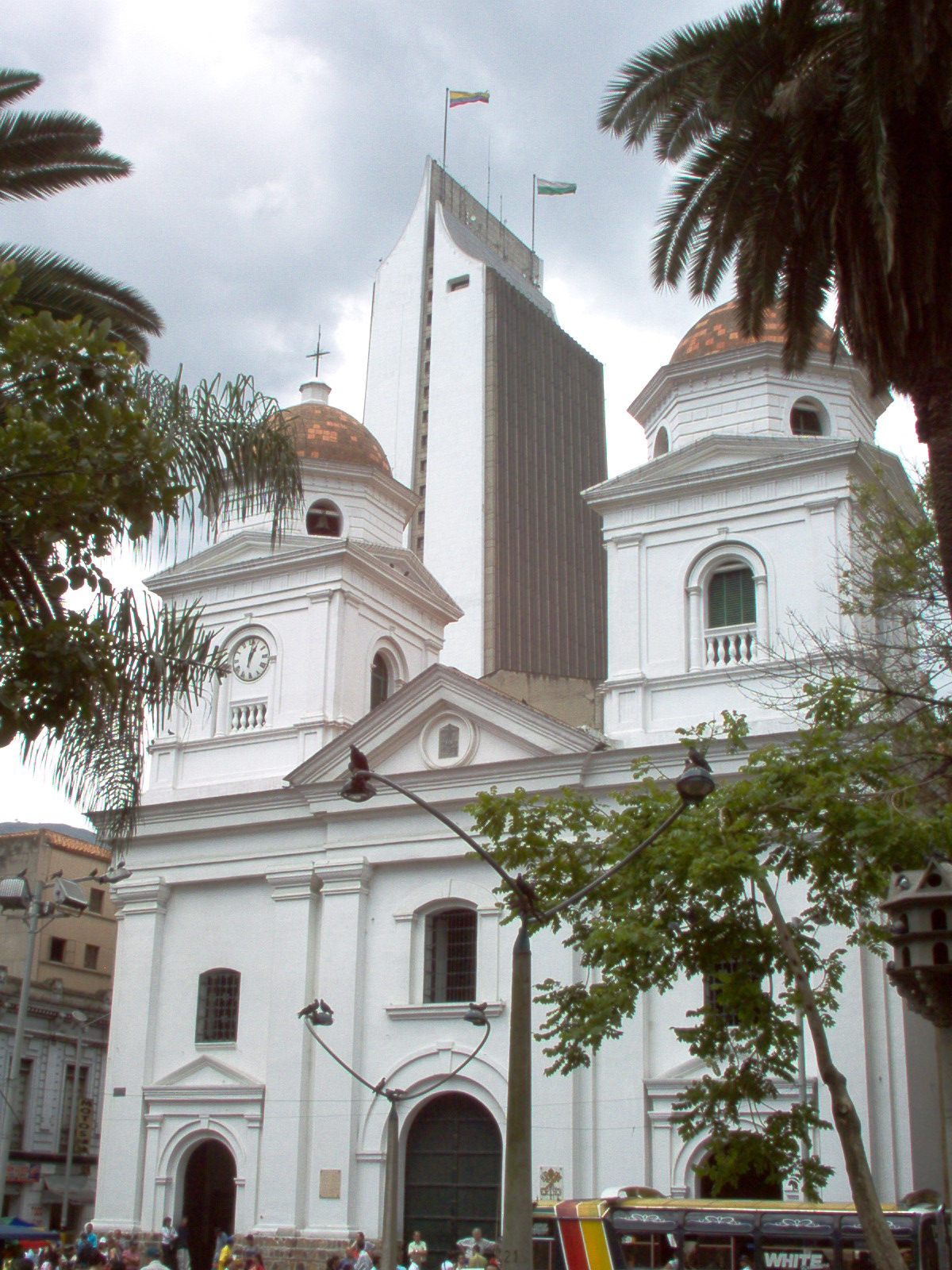
Parque Berrío ở Medellín, khu CBD lớn thứ hai ở Colombia
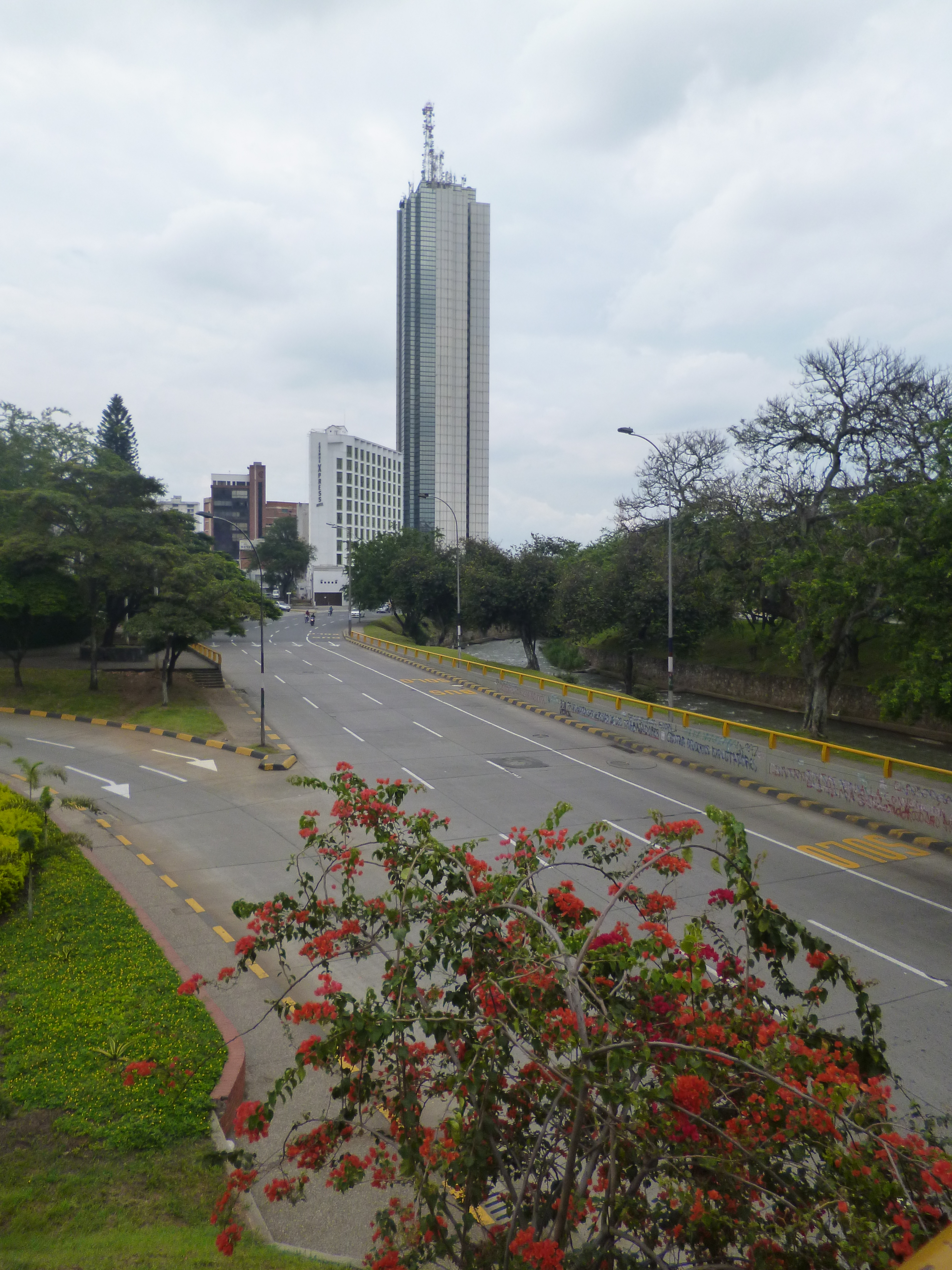
Cali's Downtown đây là CBD lớn nhất ở Khu vực Thái Bình Dương của Colombia
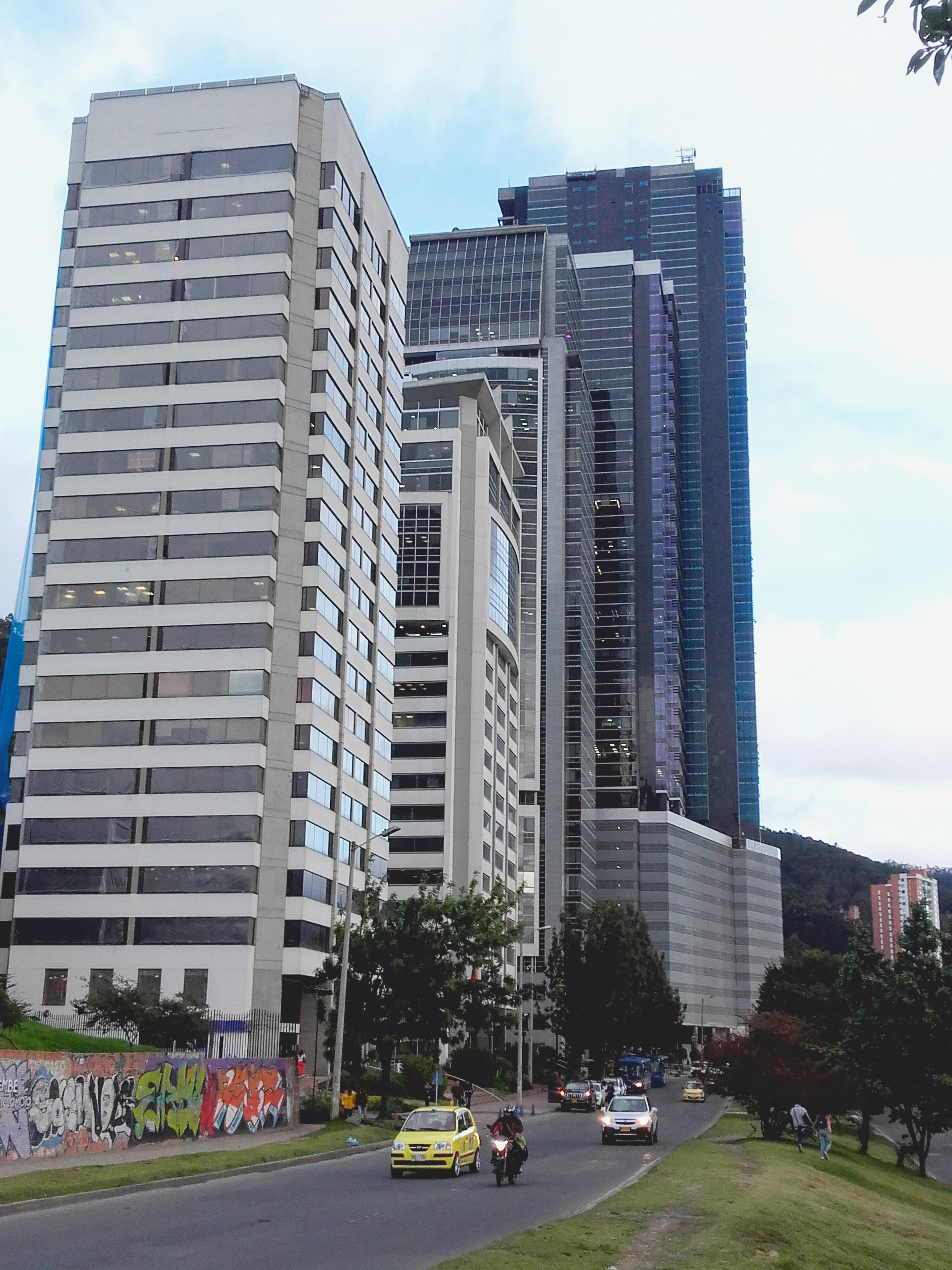
North Point CBD ở Bogotá, lớn thứ ba thành phố
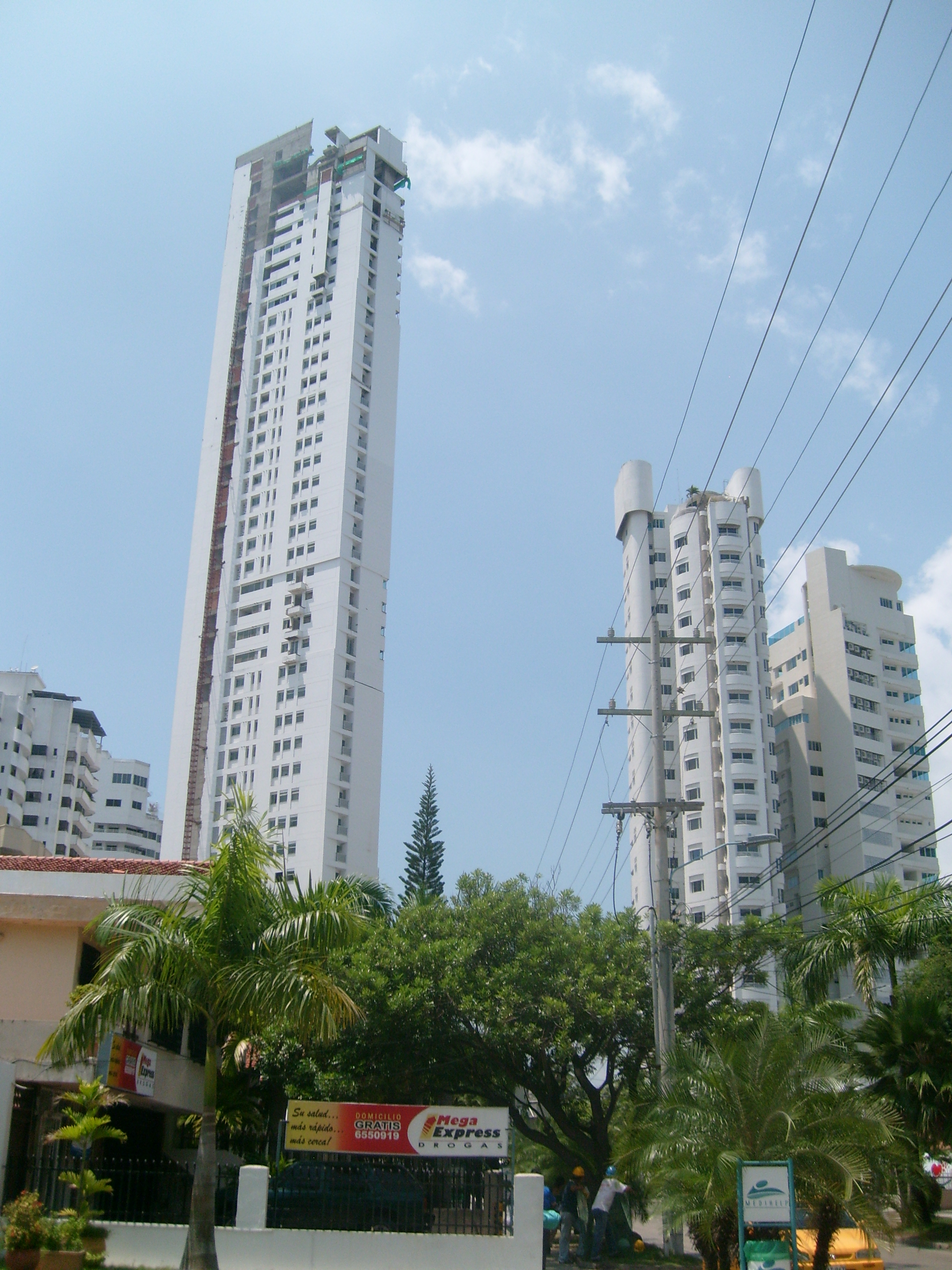
Grand Bay Club ở Barranquilla, khu CBD lớn thứ hai trong thành phố

## Pháp
La Défense, phía tây của Paris, là khu kinh doanh trung tâm lớn nhất của Pháp. Năm 2017, La Défense được xếp hạng là CBD hàng đầu ở lục địa Châu Âu và thứ tư trên thế giới.

La Défense, nhìn từ Eiffel Tower

## Đức
Ở Đức, các thuật ngữ Innenstadt và Stadtzentrum có thể được sử dụng để mô tả khu kinh doanh trung tâm. Cả hai thuật ngữ đều có thể được dịch theo nghĩa đen là "nội thành"/"trung tâm thành phố". Một số các thành phố lớn hơn có nhiều hơn một khu kinh doanh trung tâm. Ví dụ, chỉ riêng Berlin đã có ba.

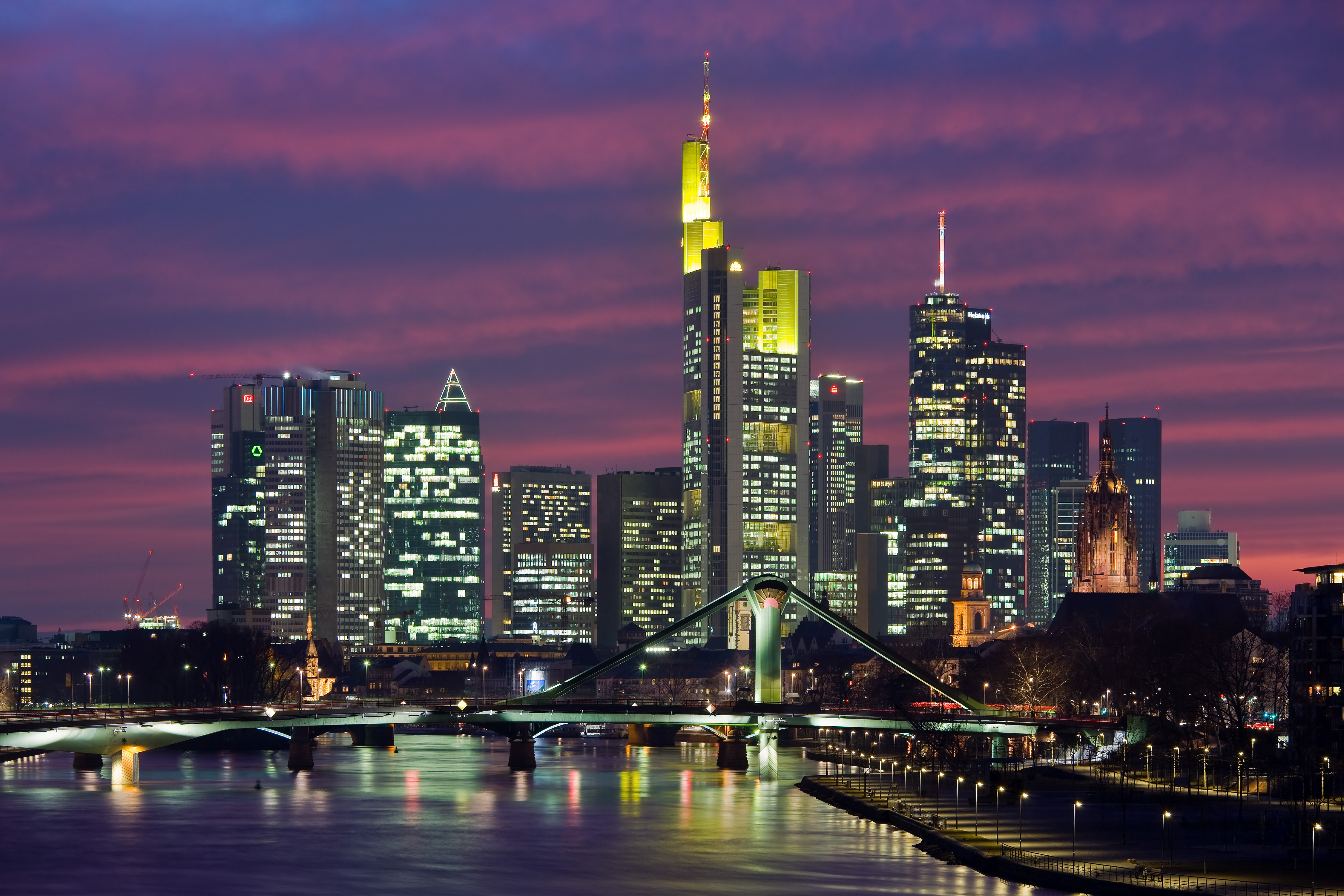
Quận kinh doanh trung tâm của Frankfurt, Đức

## Ấn Độ

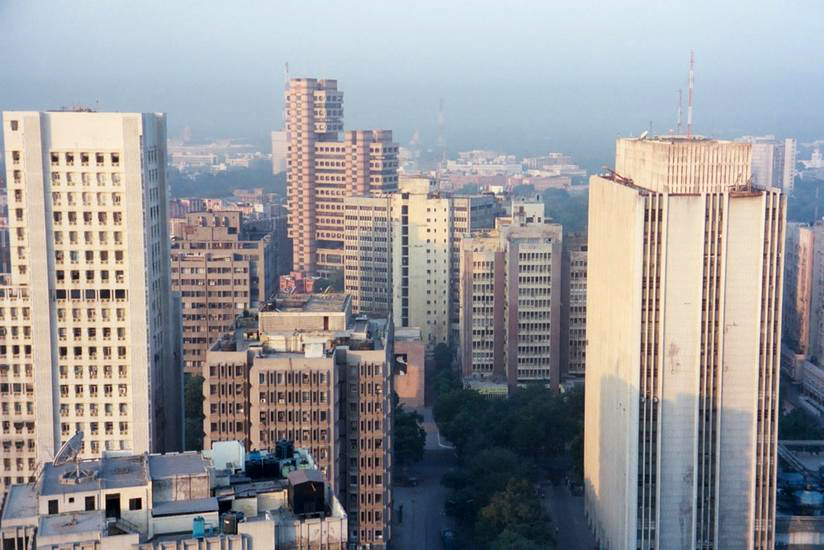
Connaught Place, New Delhi
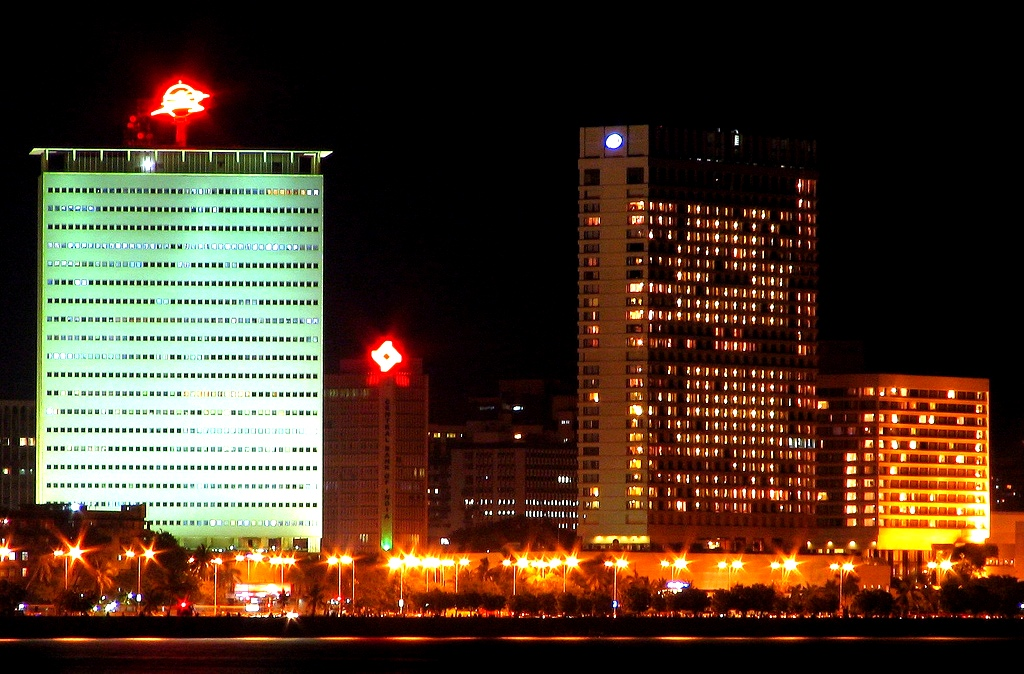
Nariman Point, Mumbai
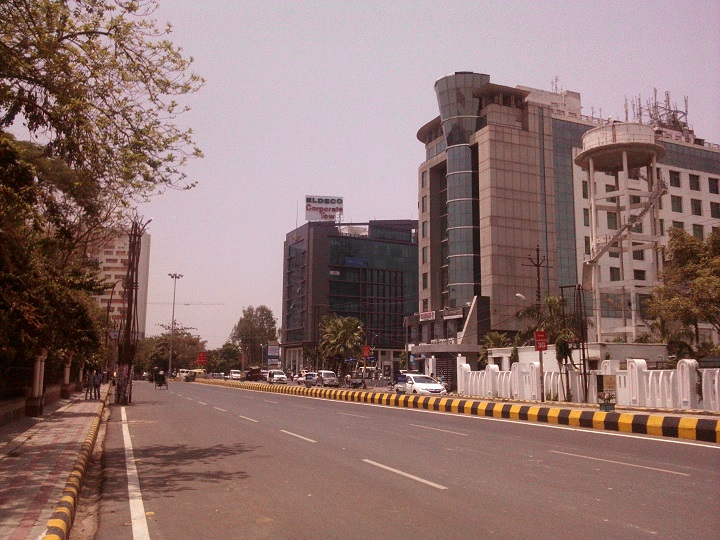
Gomti Nagar, Lucknow

## Indonesia
Surabaya ở Đông Java, đã xây dựng khu thương mại trung tâm đầu tiên ở vùng Darmo. Việc xây dựng hoàn thành vào năm 2018 với 150 căn hộ SOHO và 500 căn hộ.

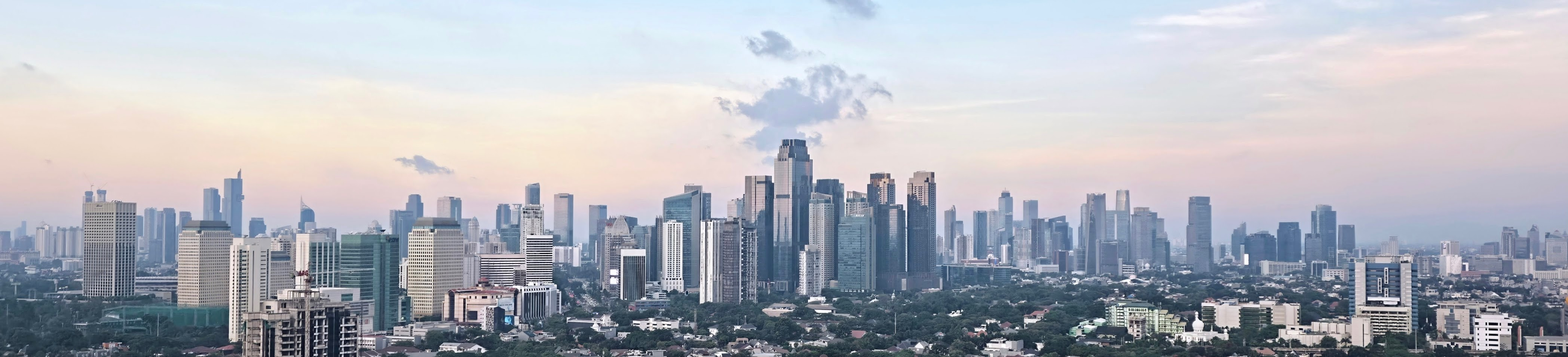
Jakarta CBD nhìn từ phía nam Jakarta

## Nhật Bản
- Fukuoka（Chūō-ku, Fukuoka）
- Hiroshima（Naka-ku, Hiroshima）
- Kobe（Chūō-ku, Kobe）
- Kyoto（Nakagyō-ku, Kyoto）
- Nagoya（Naka-ku, Nagoya, Nakamura-ku, Nagoya）
- Osaka（Chūō-ku, Osaka, Kita-ku, Osaka）
- Sapporo（Chūō-ku, Sapporo）
- Sendai（Aoba-ku, Sendai）
- Tokyo（Special wards of Tokyo）
- Yokohama（Naka-ku, Yokohama）

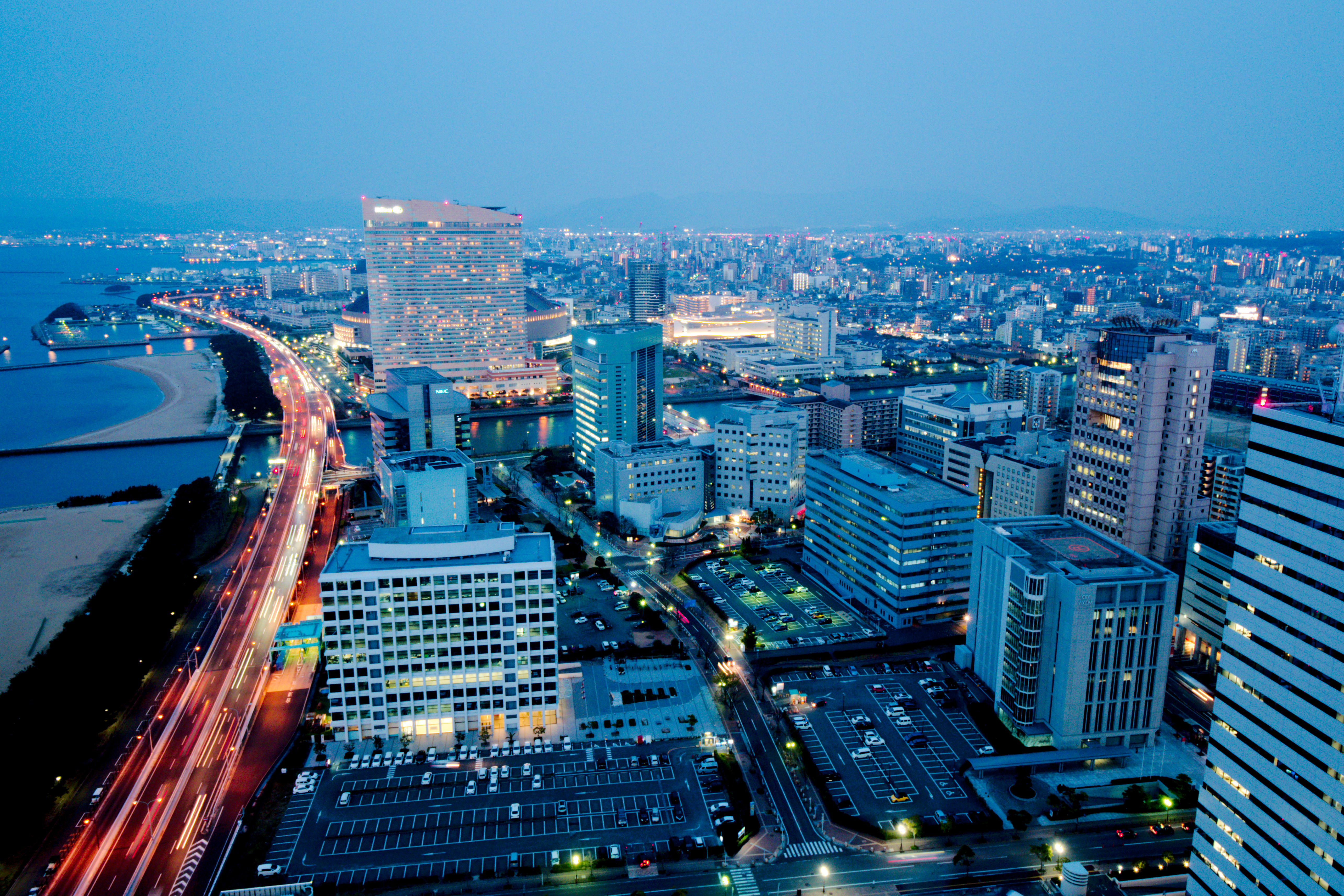
Fukuoka（Tenjin）
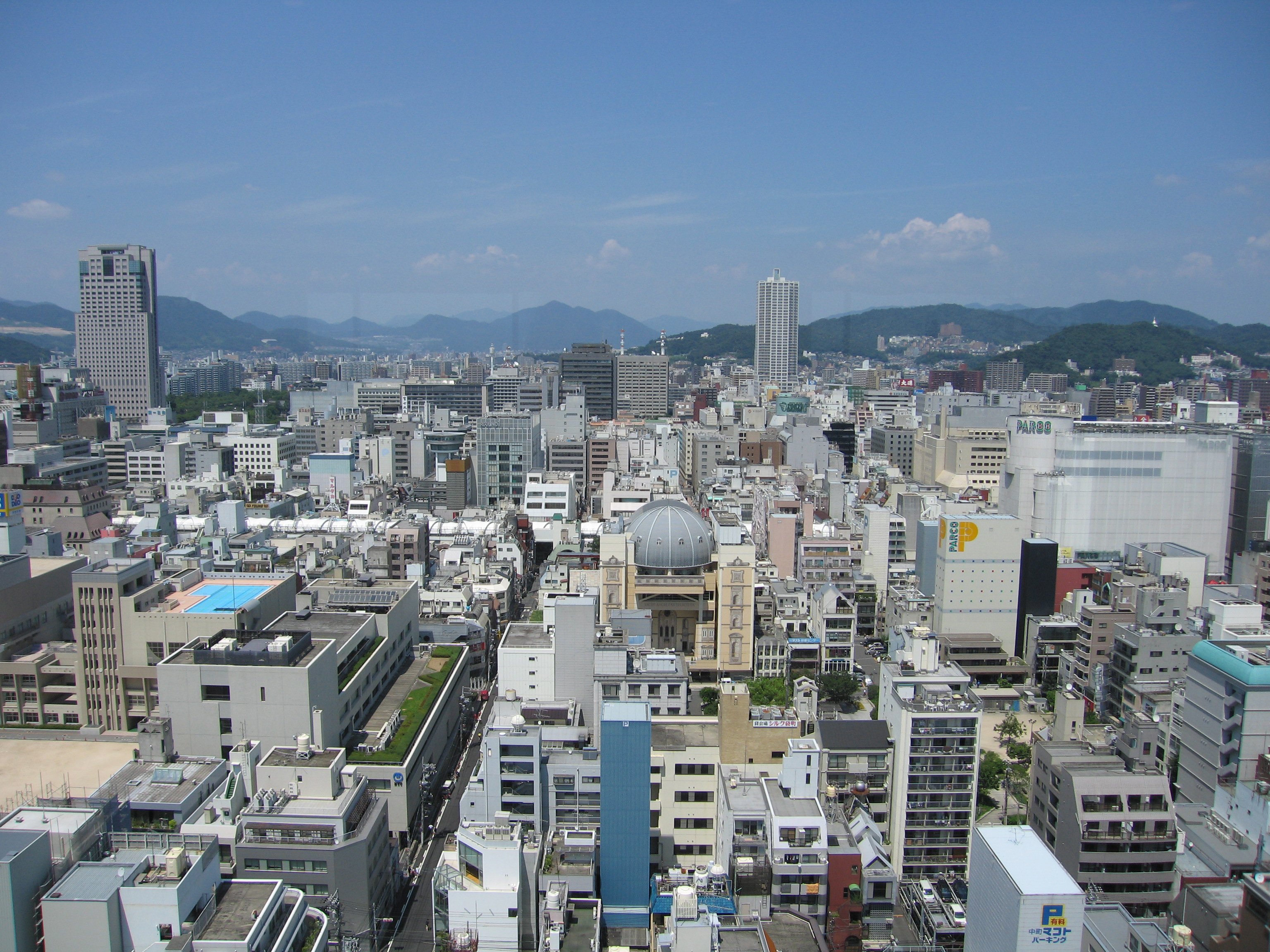
Hiroshima（Hondōri）
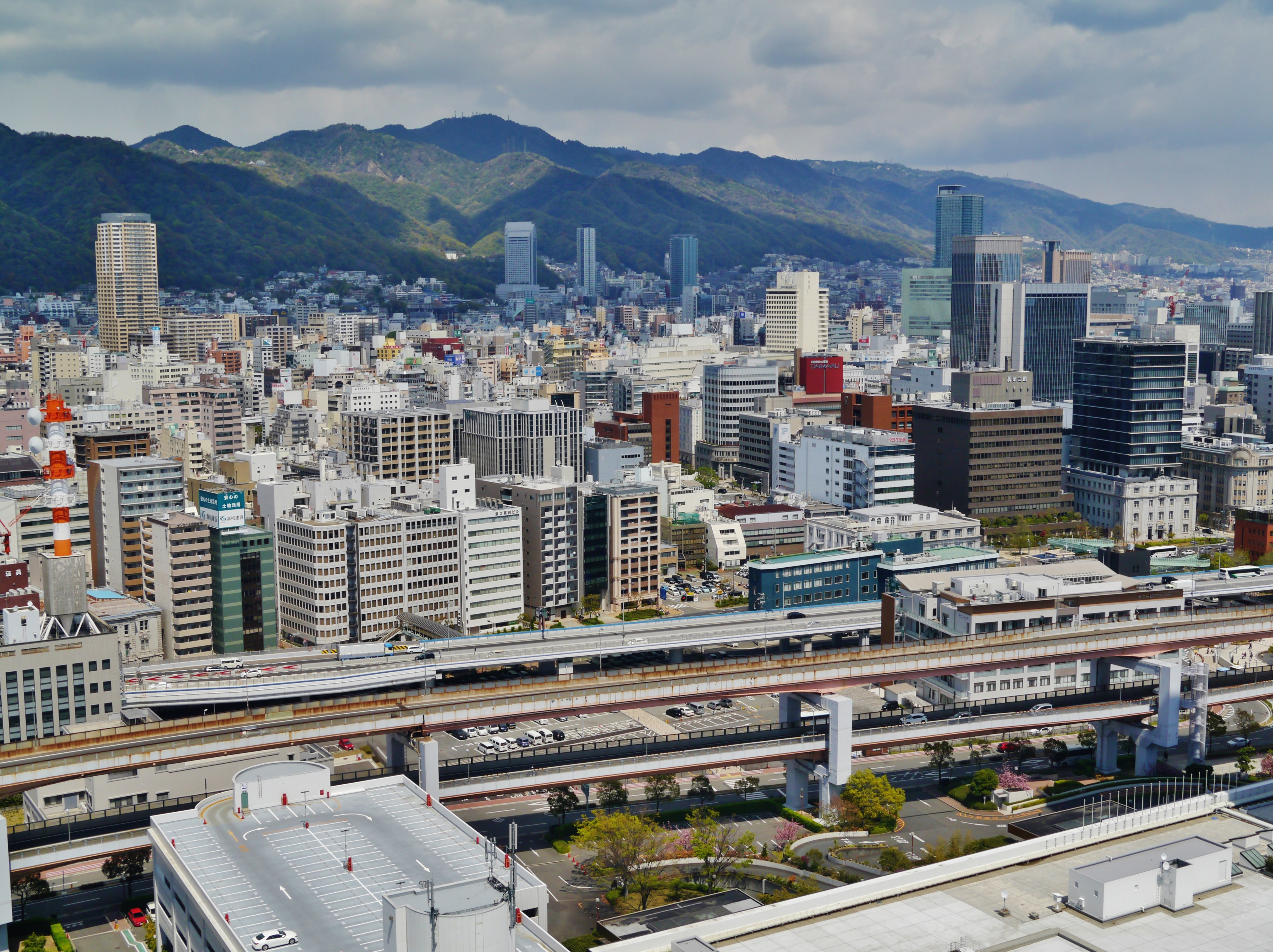
Kobe（Sannomiya）
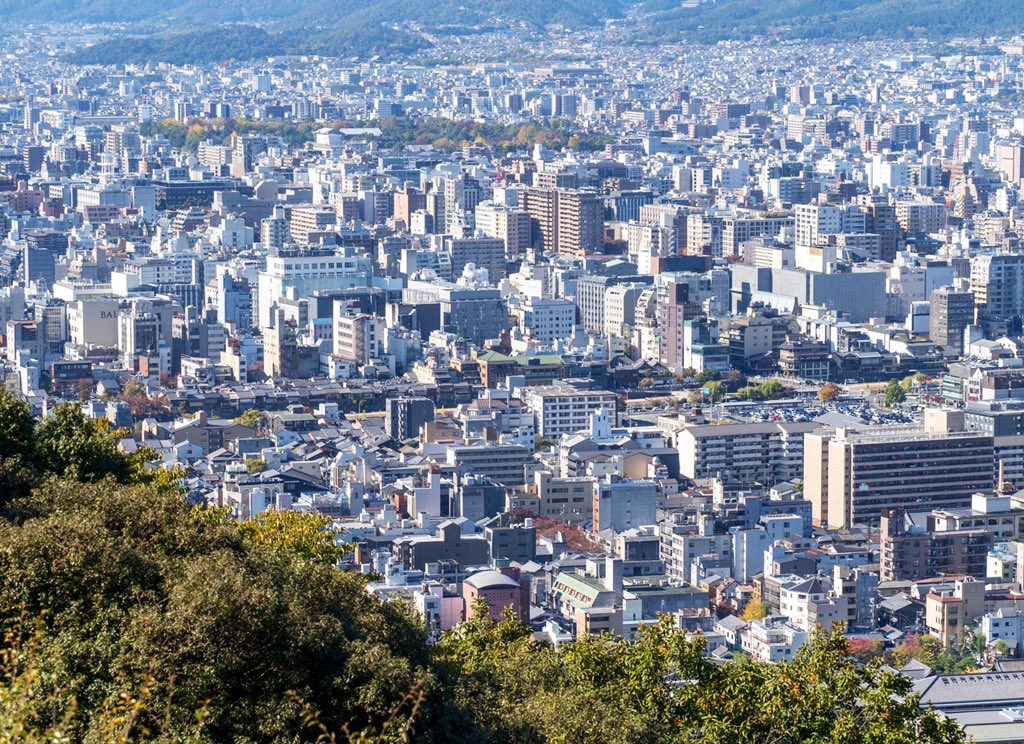
Kyoto（Shijō Karasuma）
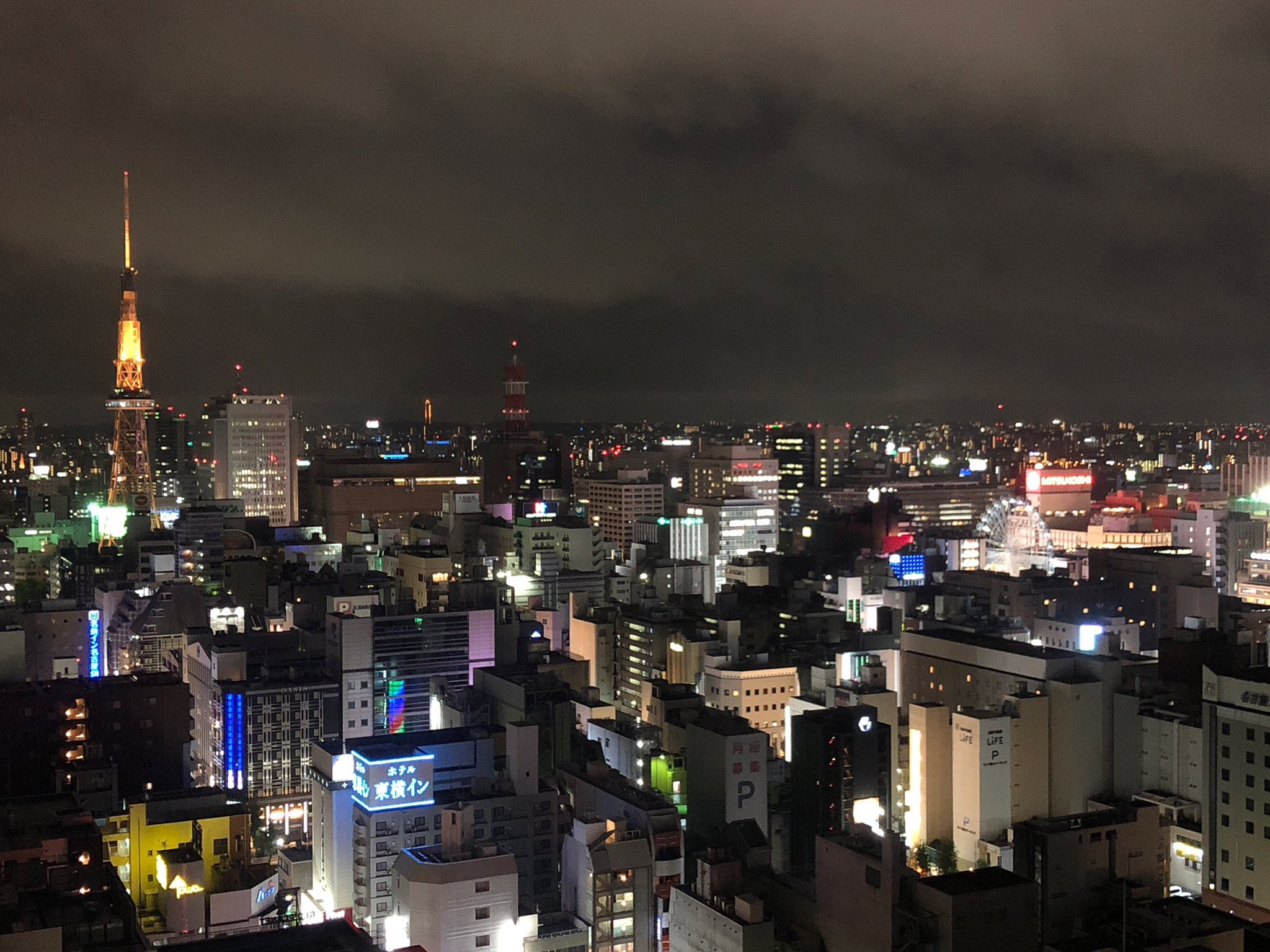
Nagoya（Sakae）
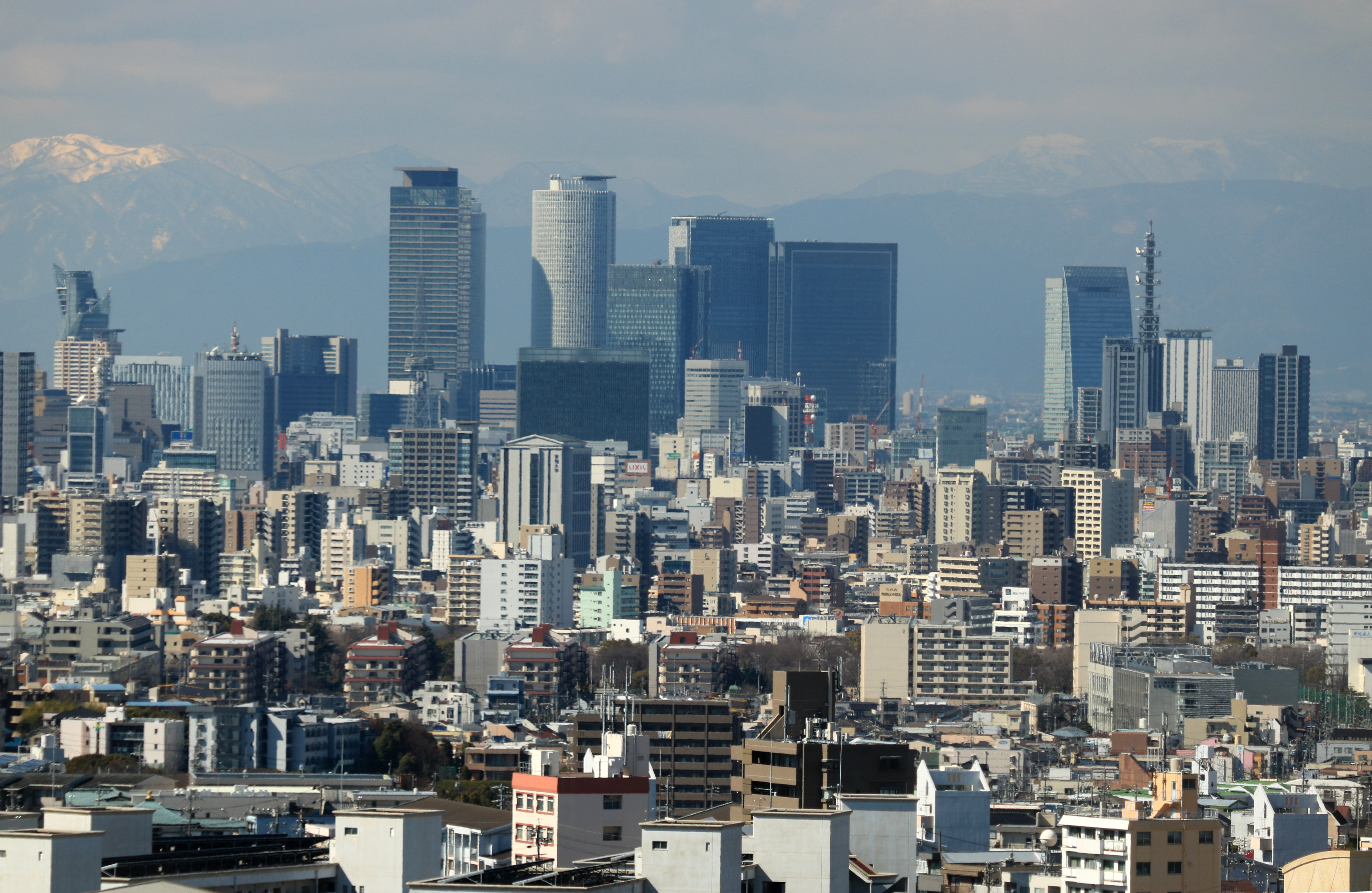
Nagoya（Meieki）
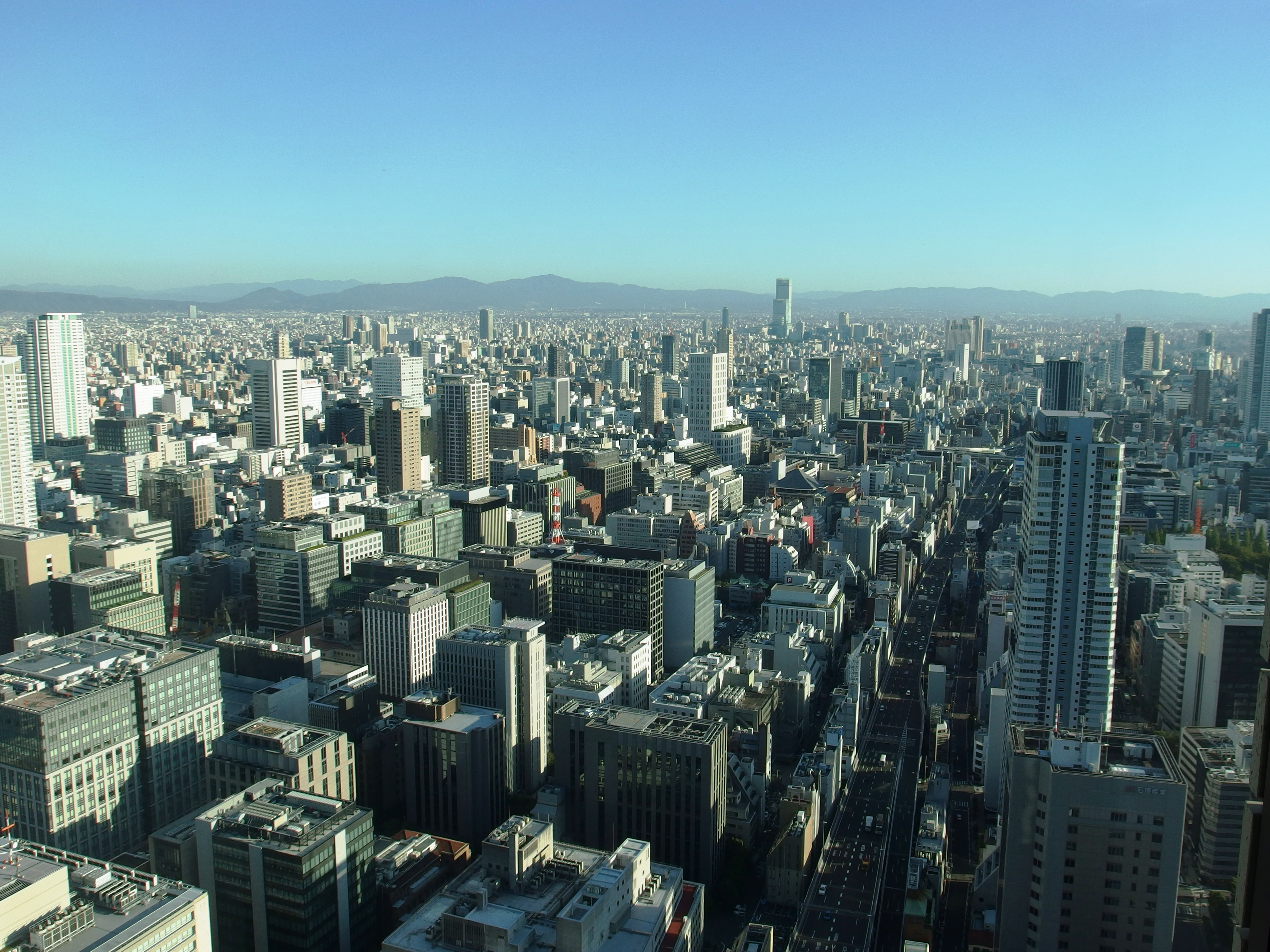
Osaka（Hommachi）
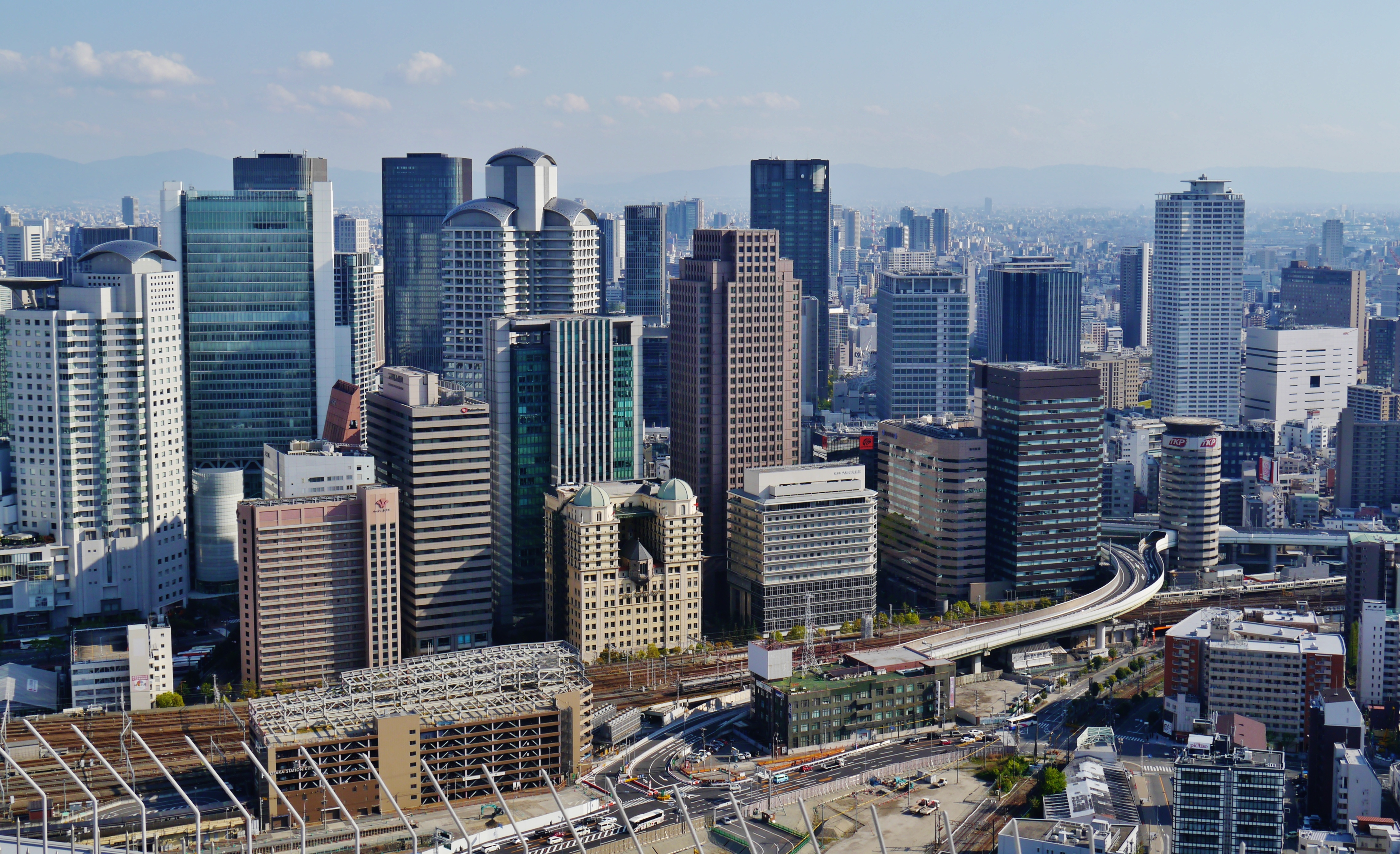
Osaka（Umeda）
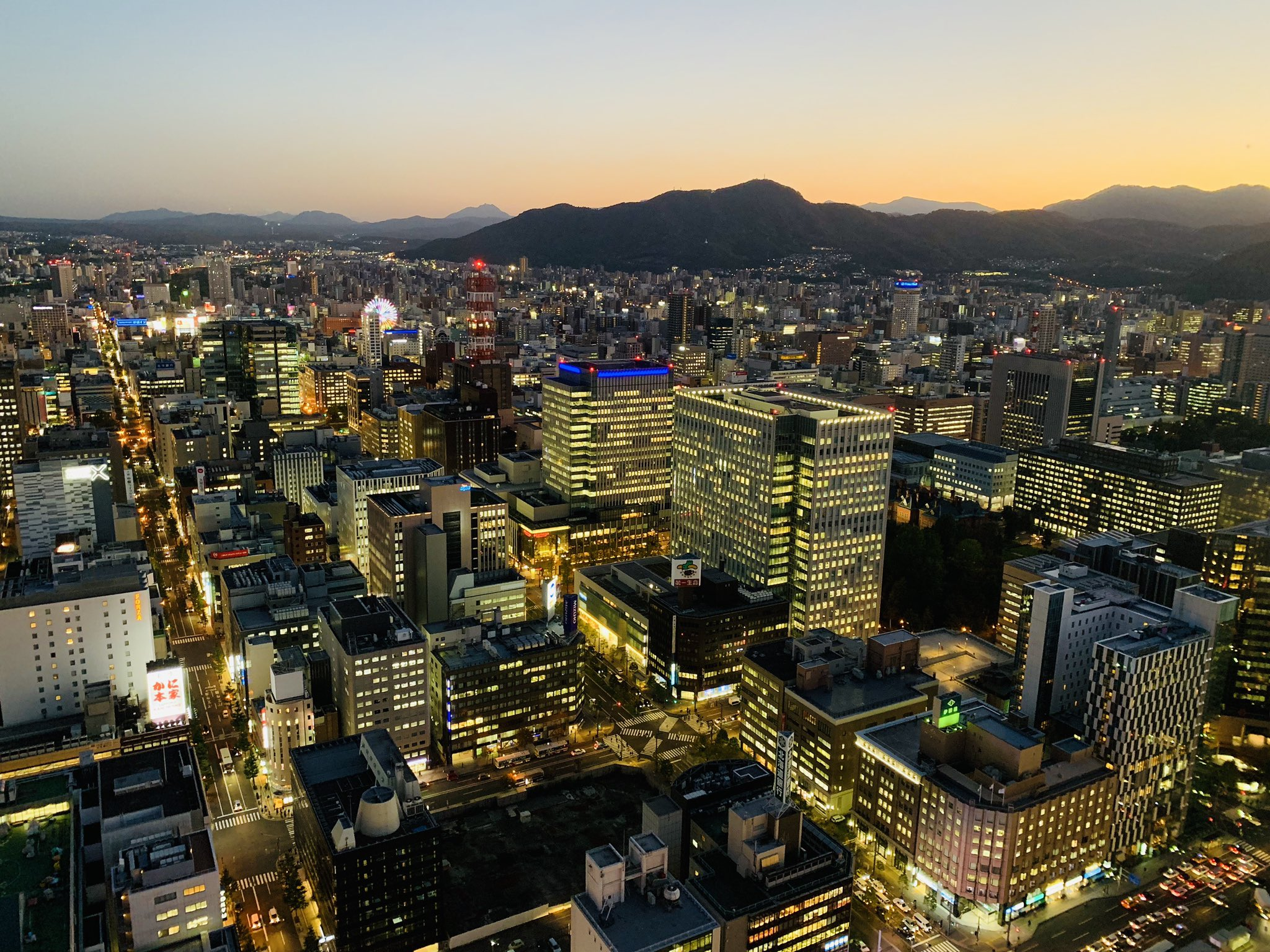
Sapporo（Susukino）
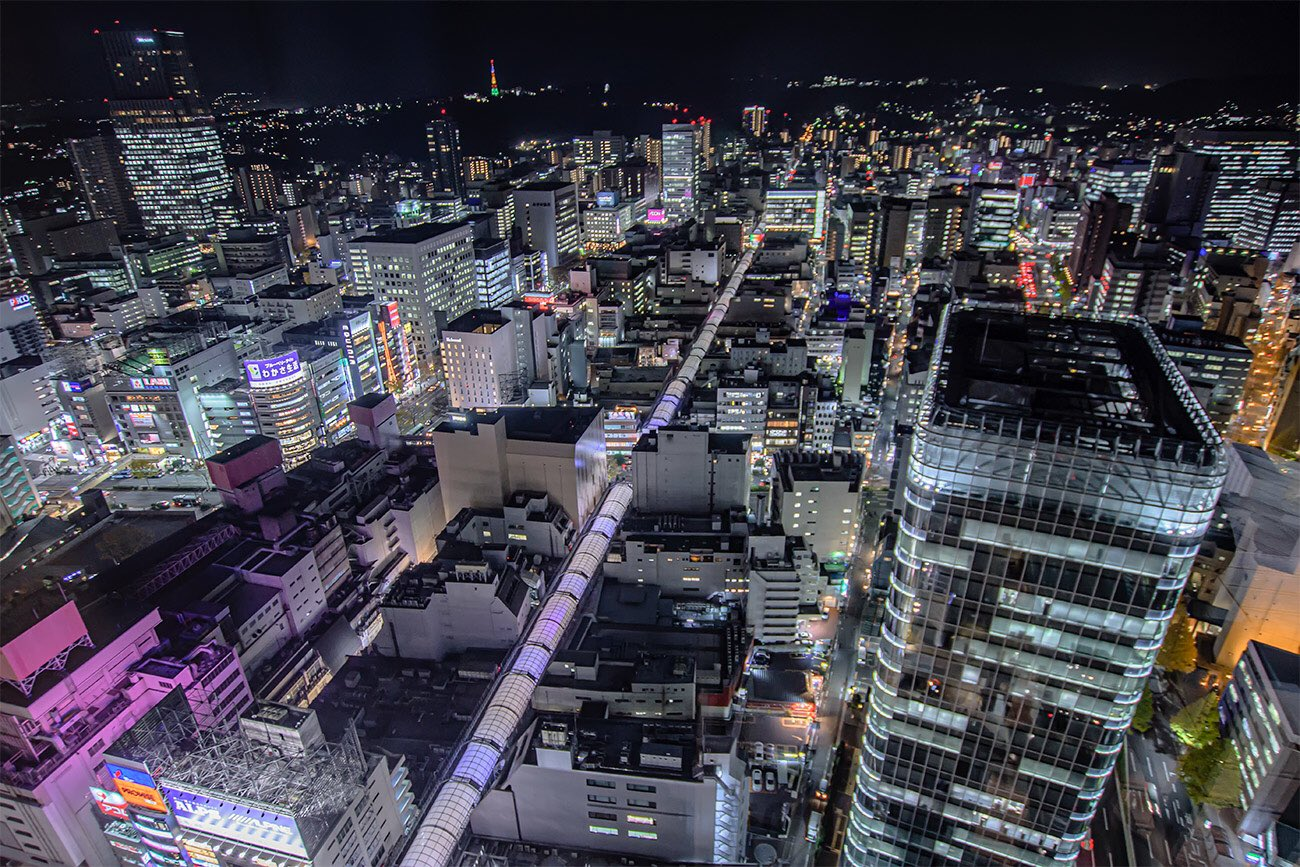
Sendai（Ichibanchō）
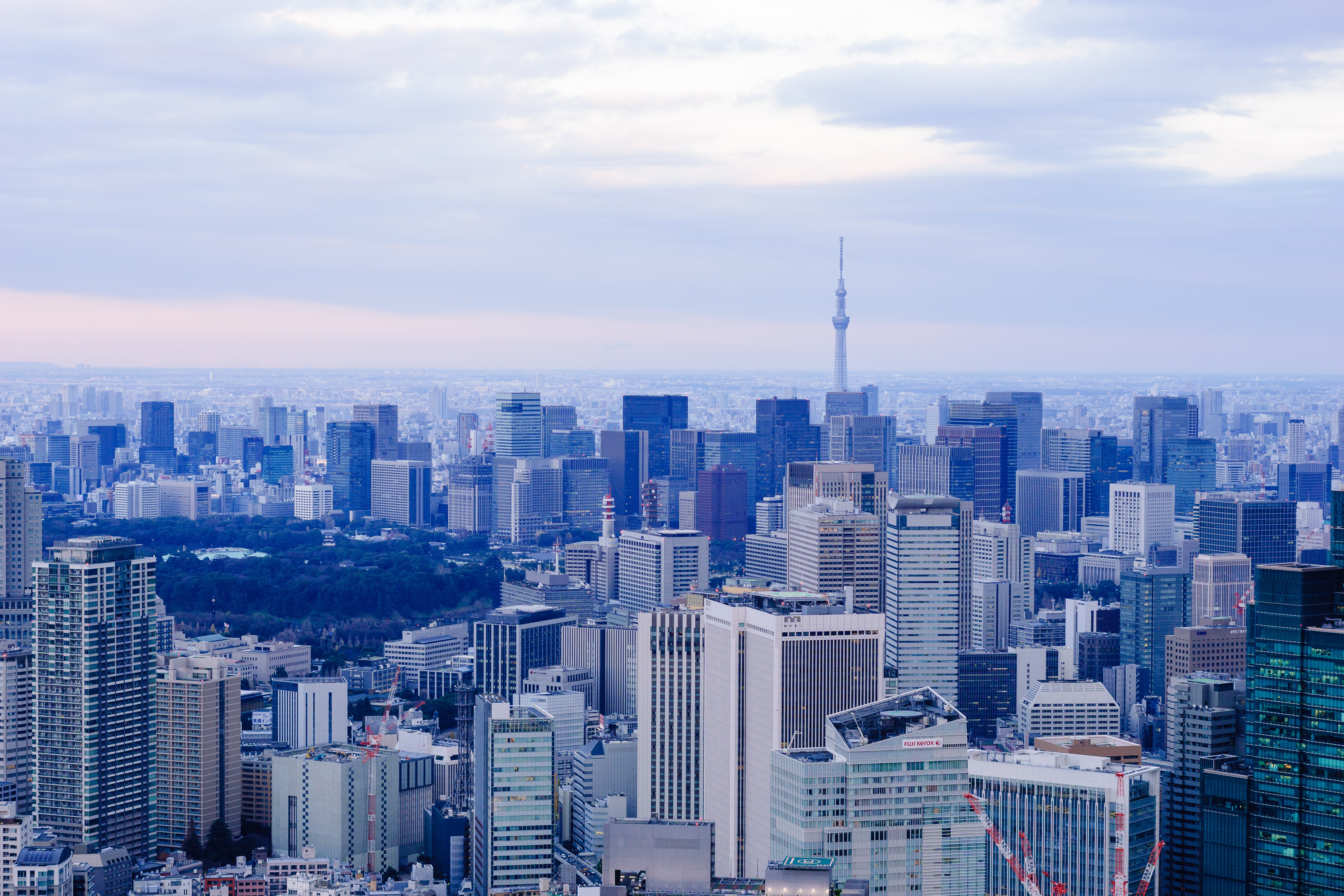
Tokyo（Chiyoda）
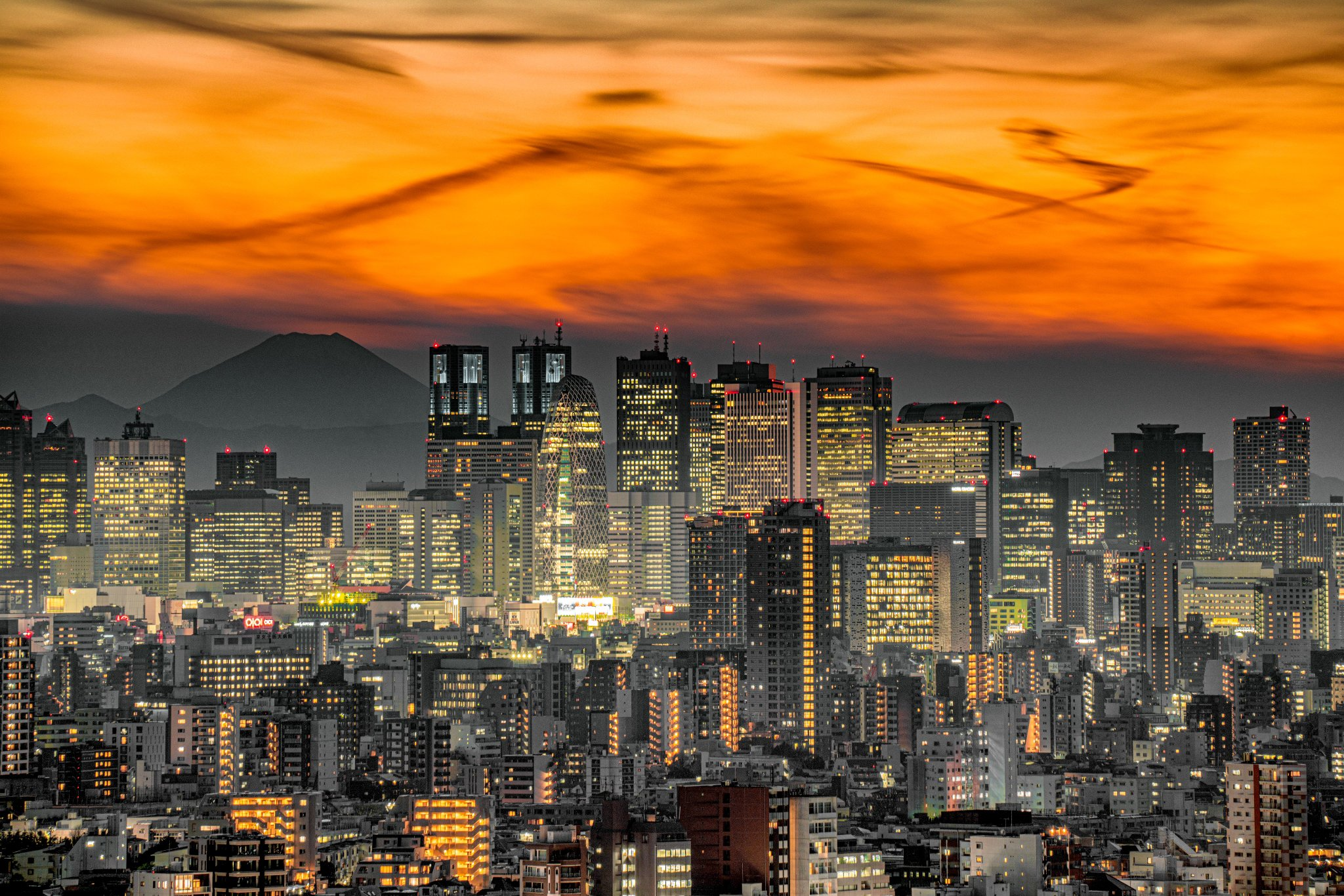
Tokyo（Shinjuku）
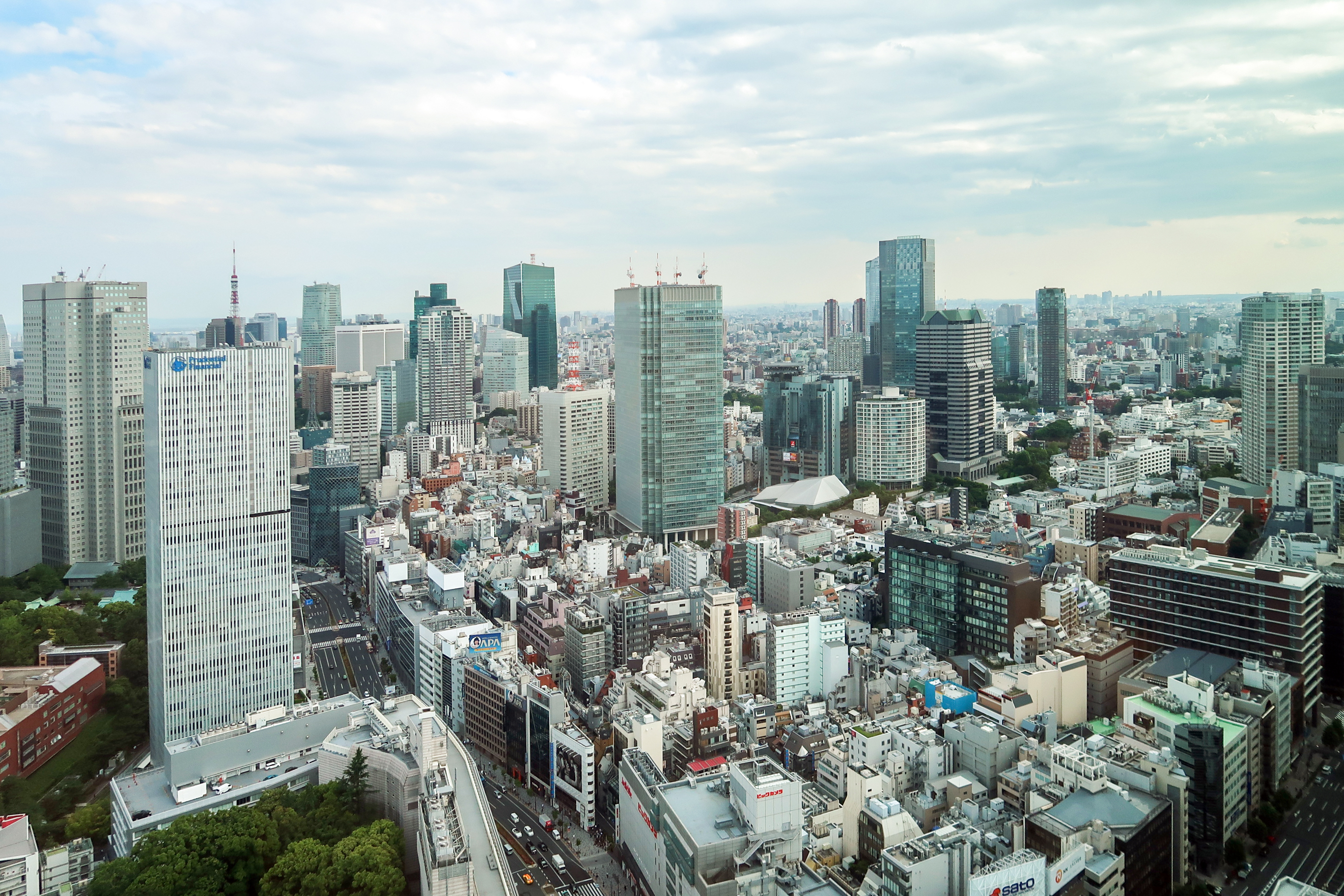
Tokyo（Minato）
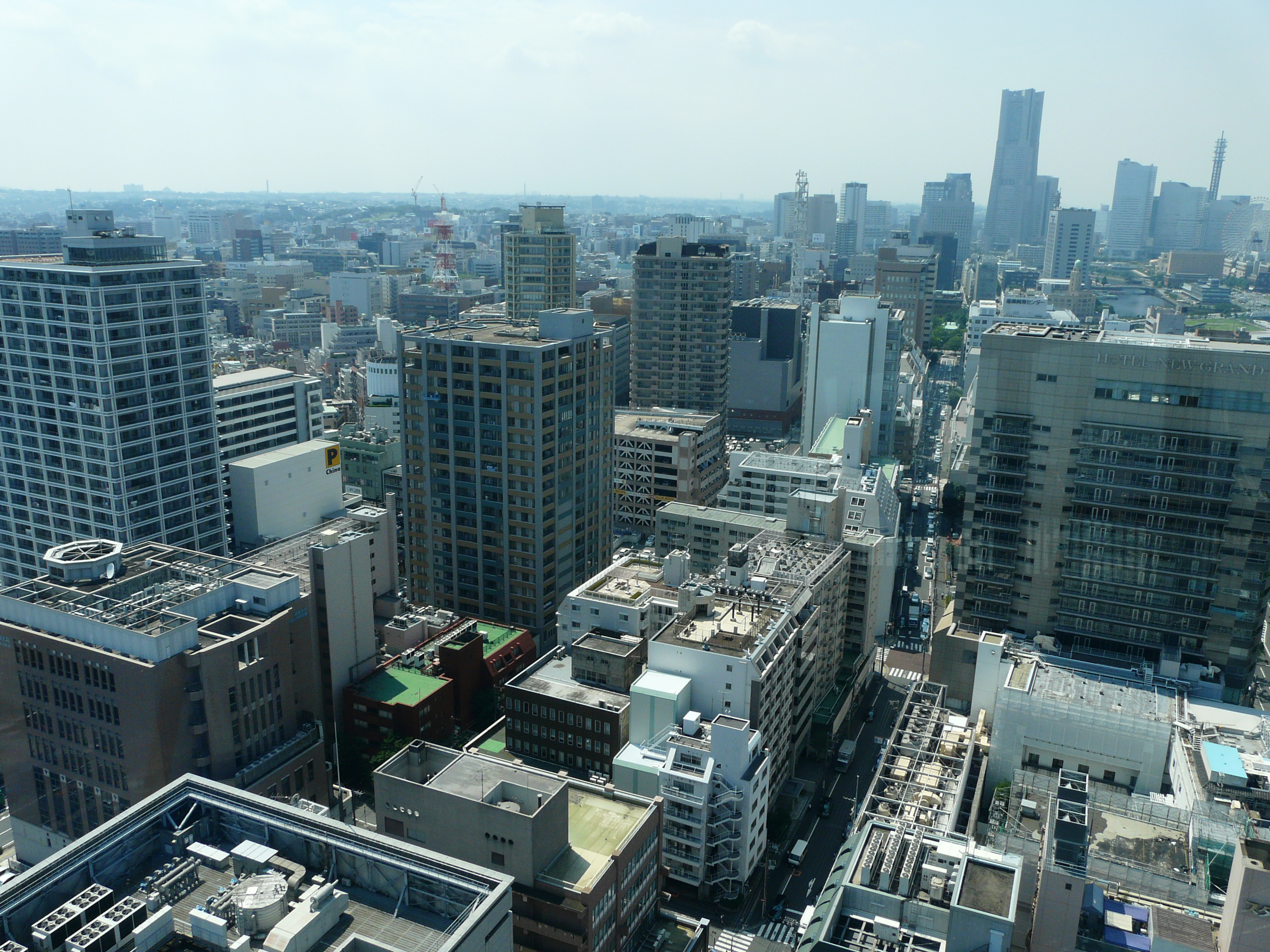
Yokohama（Kannai）

## Peru

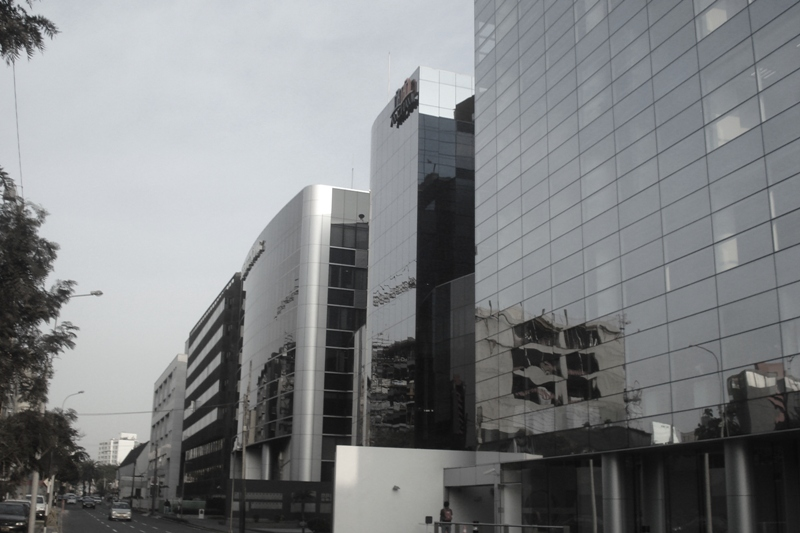
San Isidro, quận kinh doanh trung tâm ở Lima, Peru

## Philippines

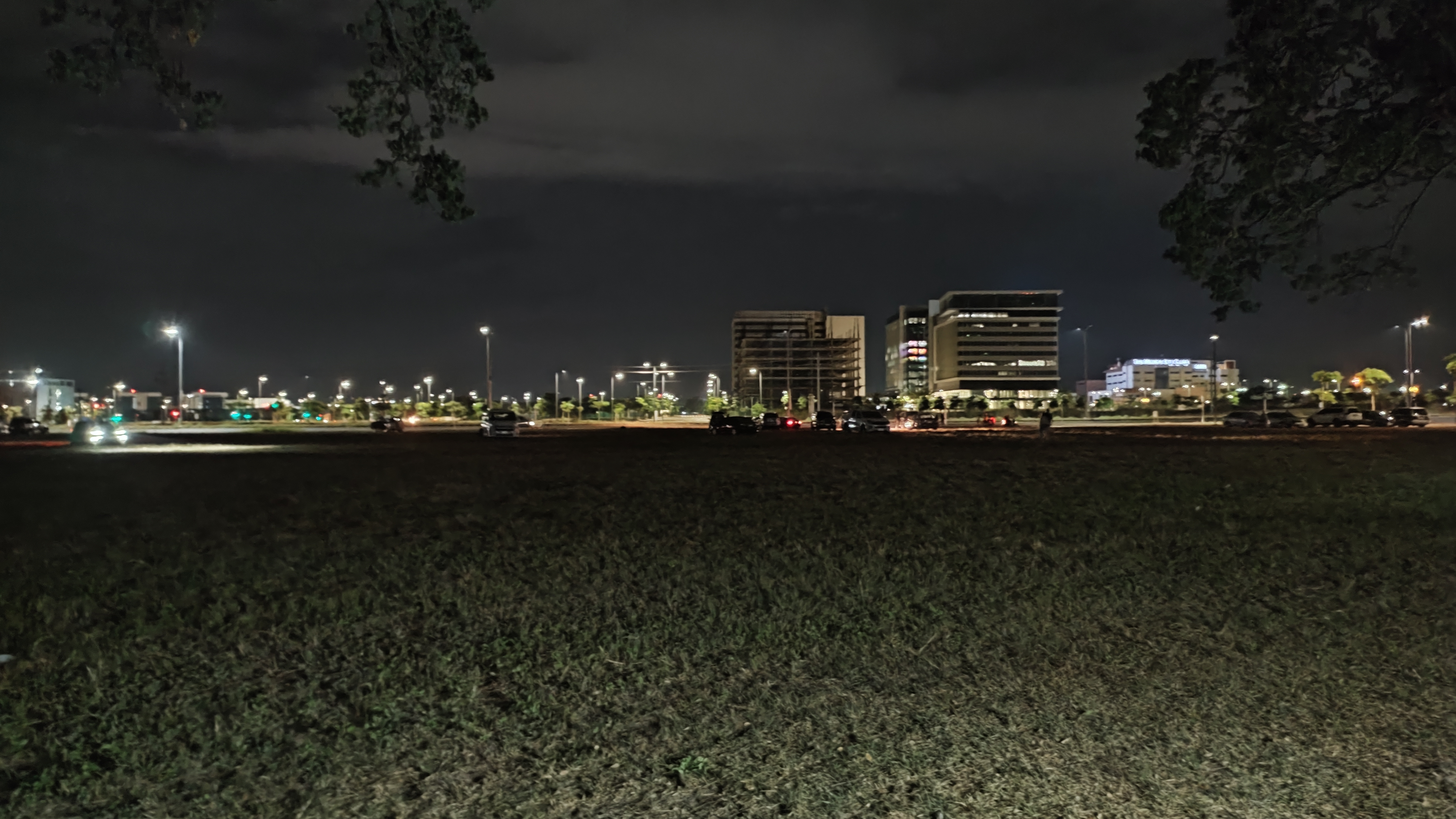
Clark Global City
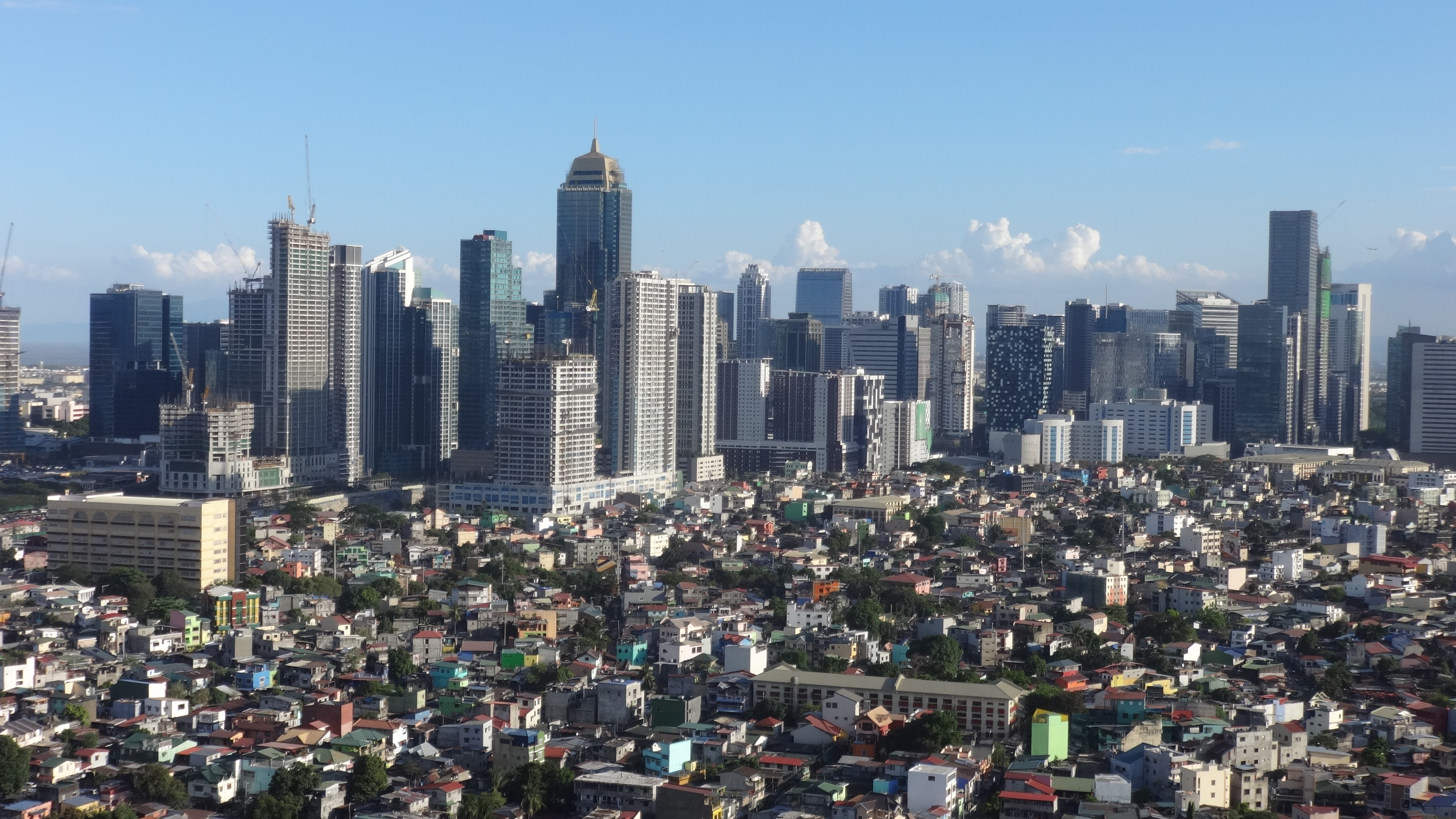
Bonifacio Global City
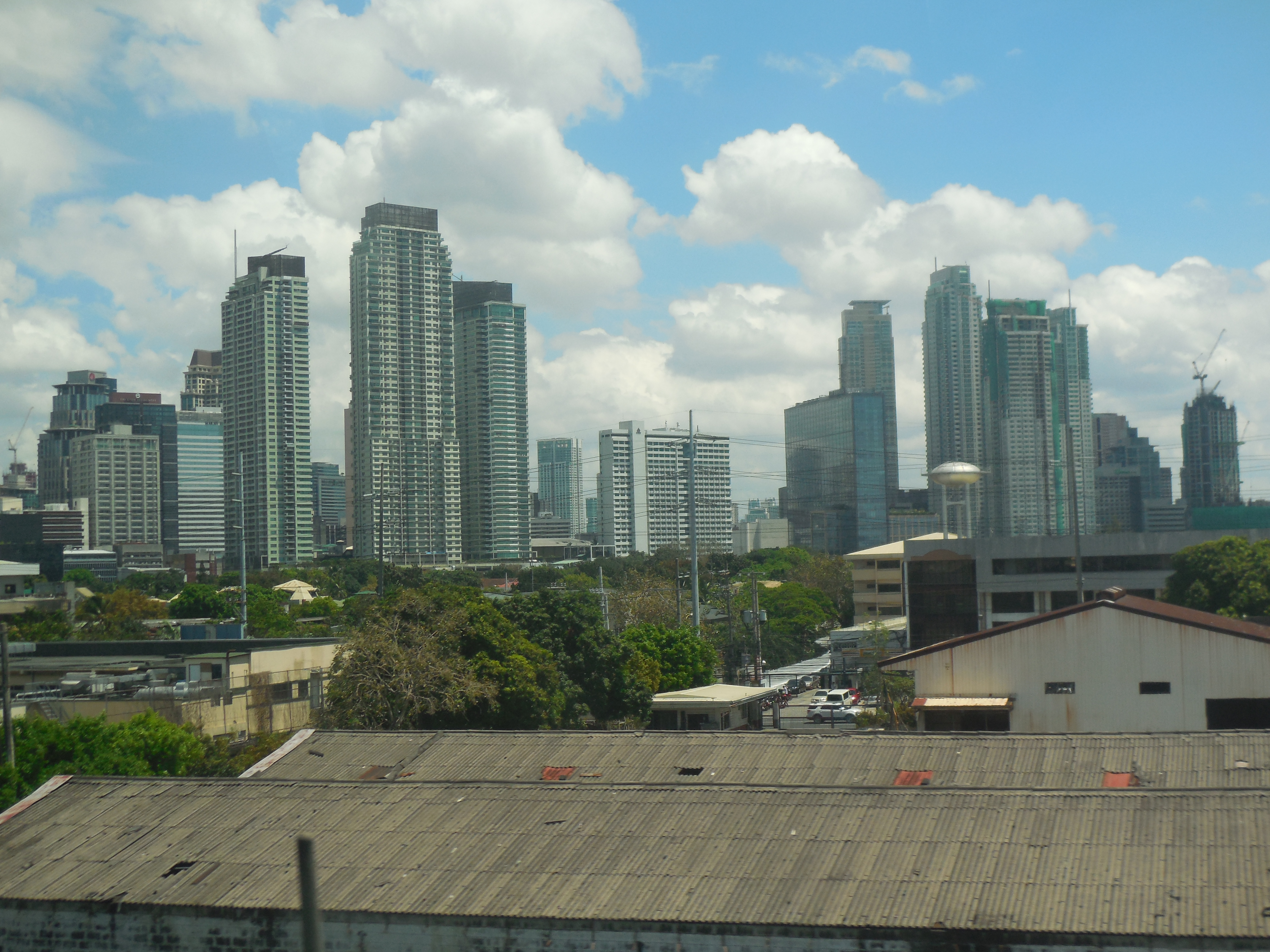
Makati Central Business District
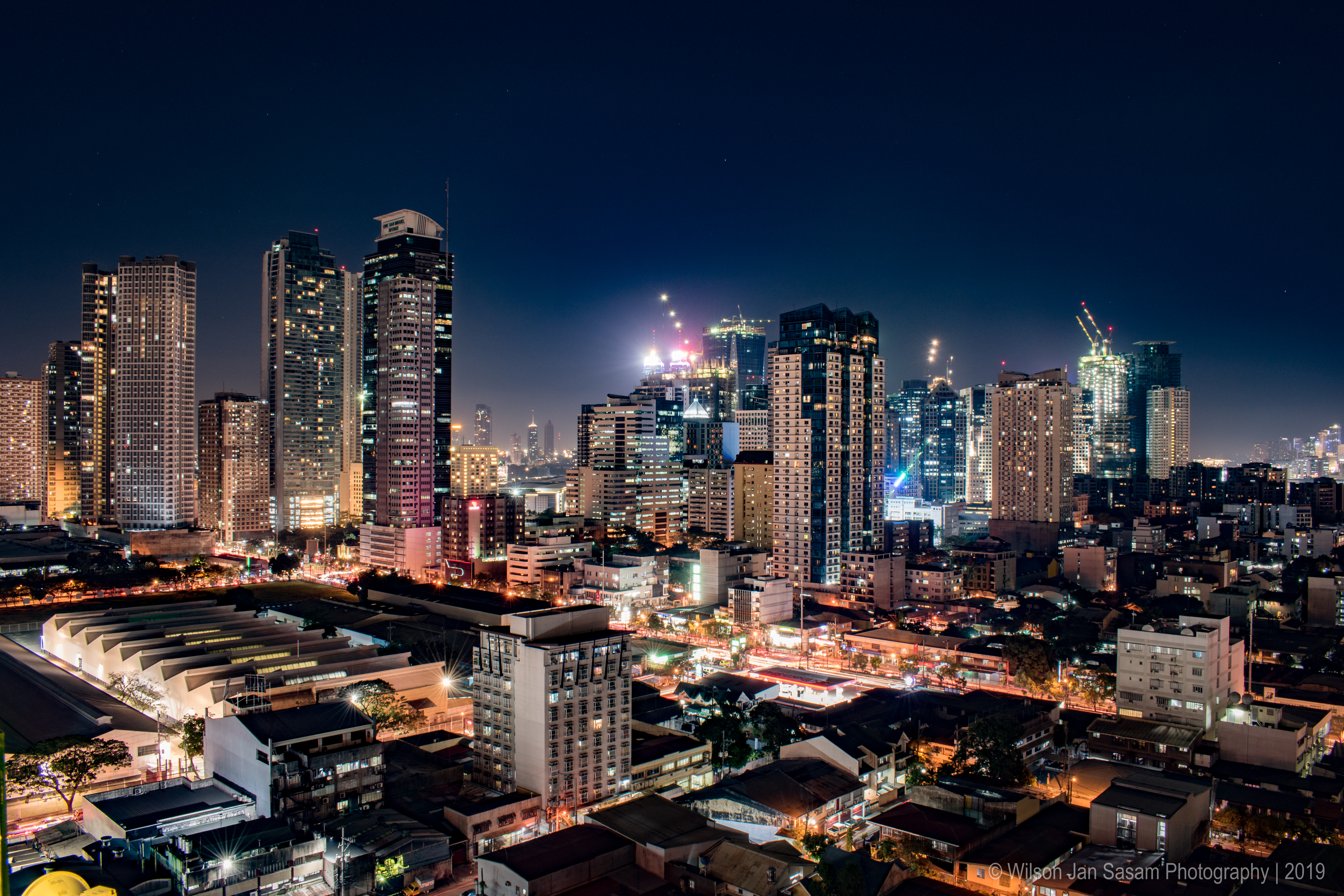
Ortigas Center

## Ba Lan

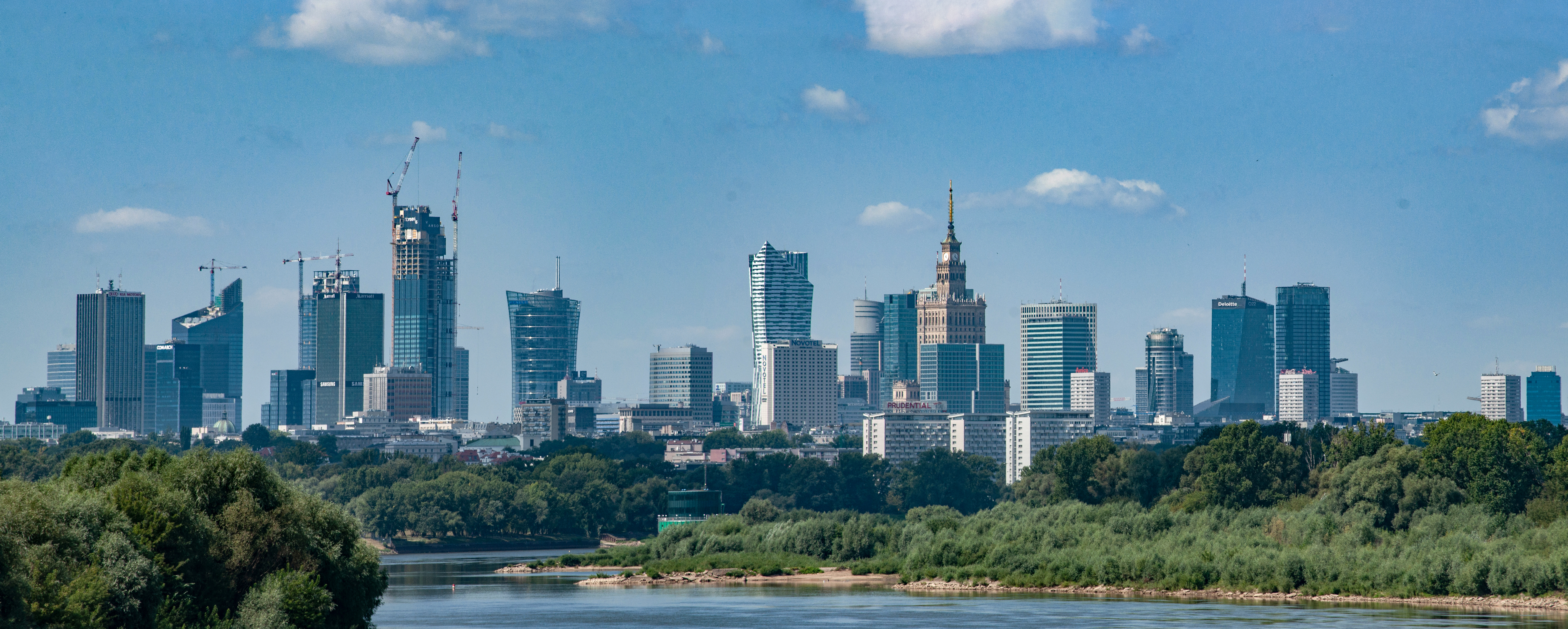
Trung tâm kinh doanh ở Warsaw
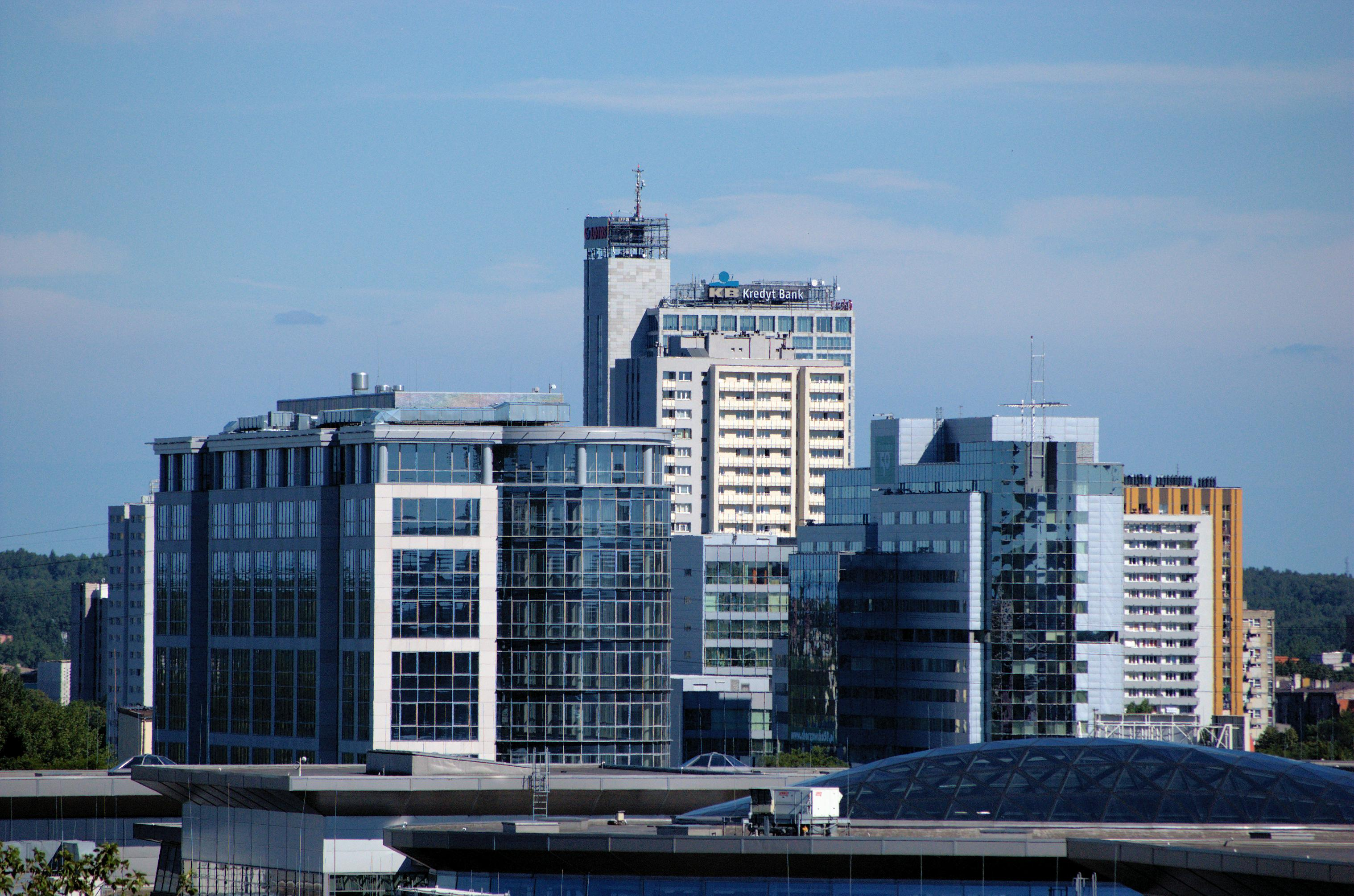
Trung tâm kinh doanh ở Katowice

Ở Ba Lan, thuật ngữ śródmieście hoặc centrum có thể được sử dụng để mô tả Quận kinh doanh trung tâm.

## Nga

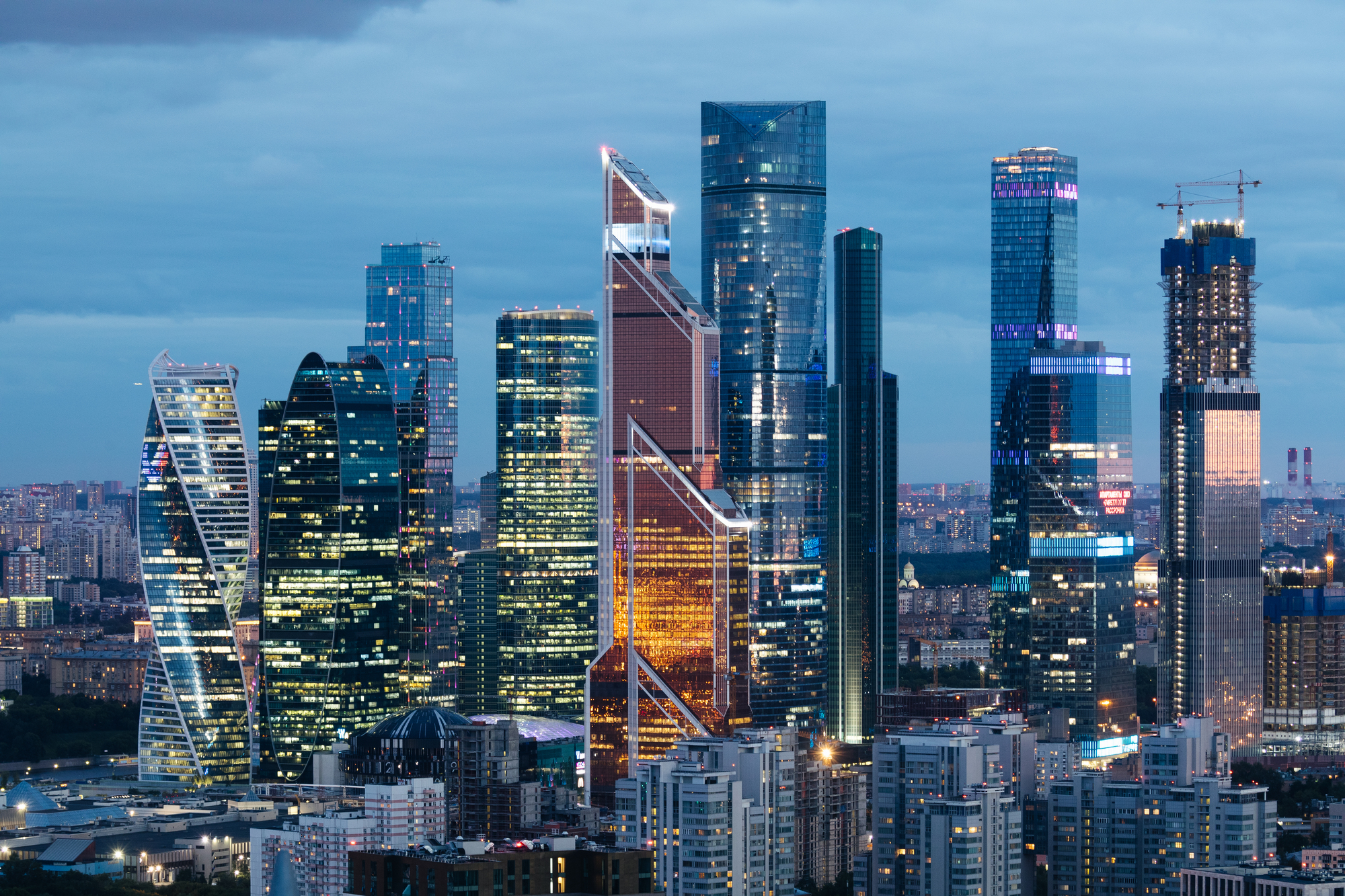
MIBC ở Moscow là một trong những trung tâm tài chính lớn nhất ở Châu Âu và thế giới — nằm trong danh sách những tòa nhà chọc trời cao nhất Châu Âu.
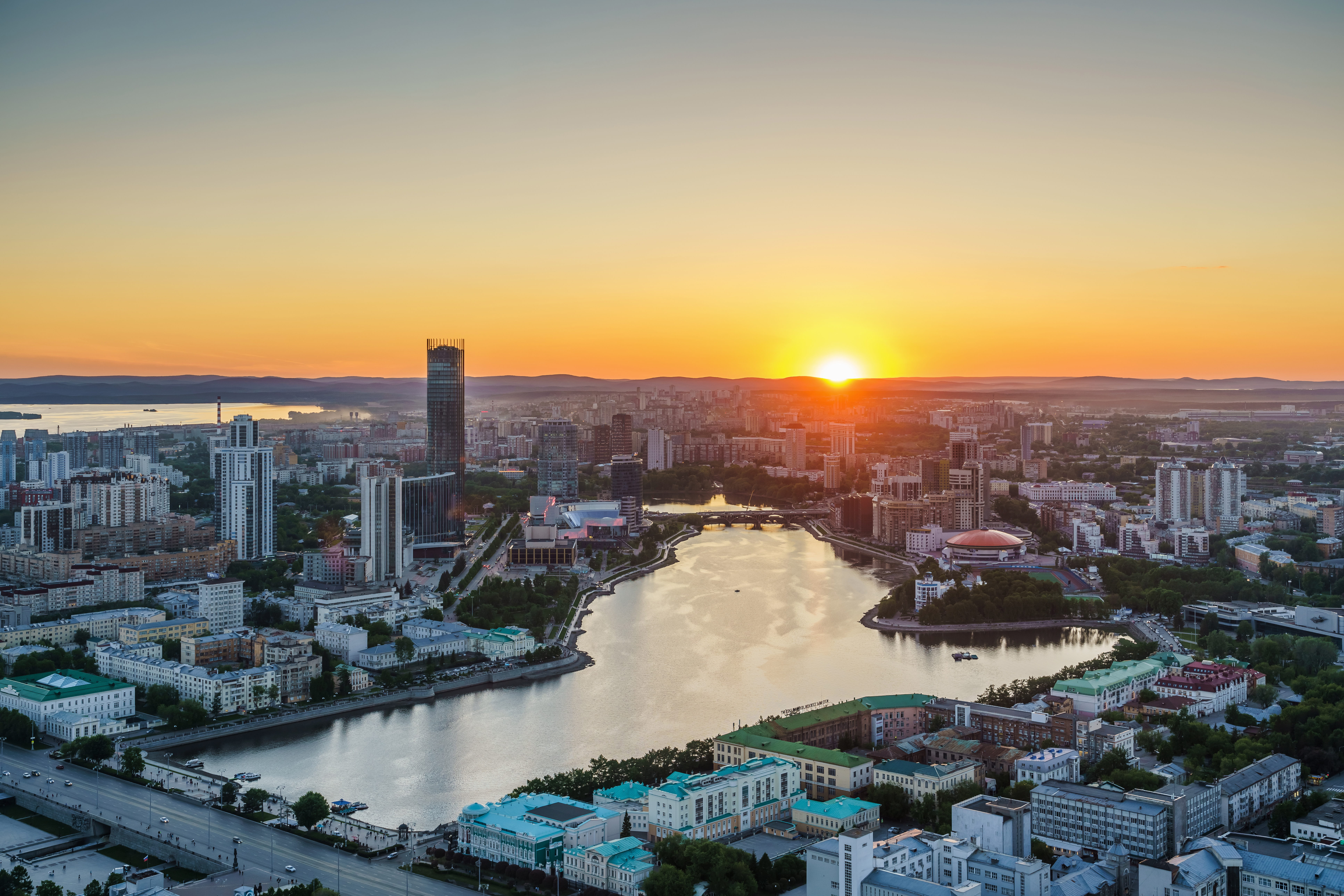
Yekaterinburg-City ở Yekaterinburg là khu kinh doanh trung tâm lớn thứ hai ở Nga.

## Ả Rập Xê Út
Thành phố thủ đô của Ả Rập Xê Út là Riyadh. Riyadh có một số khu kinh doanh. Các quận kinh doanh trung tâm ở đây là:

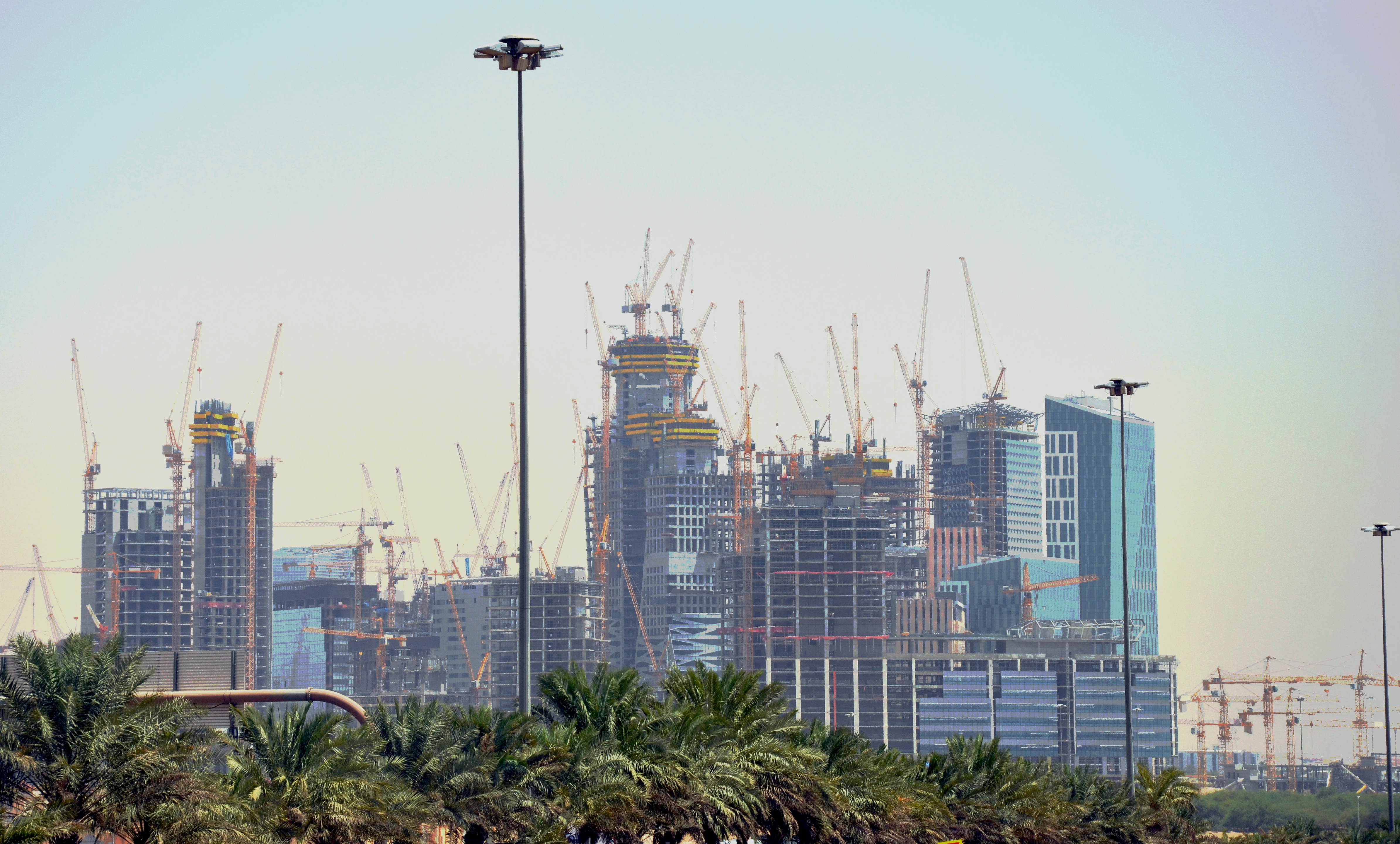
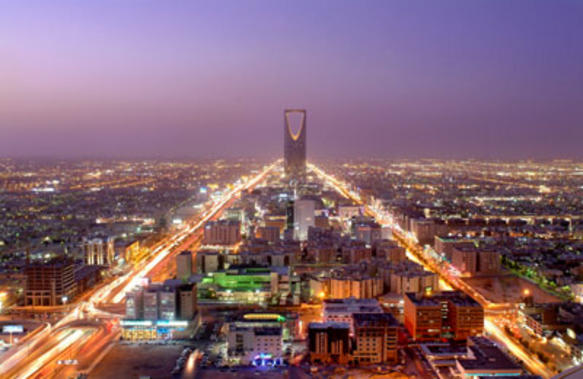

- King Abdullah Financial District
- King Abdullah Economic City

## Nam Phi

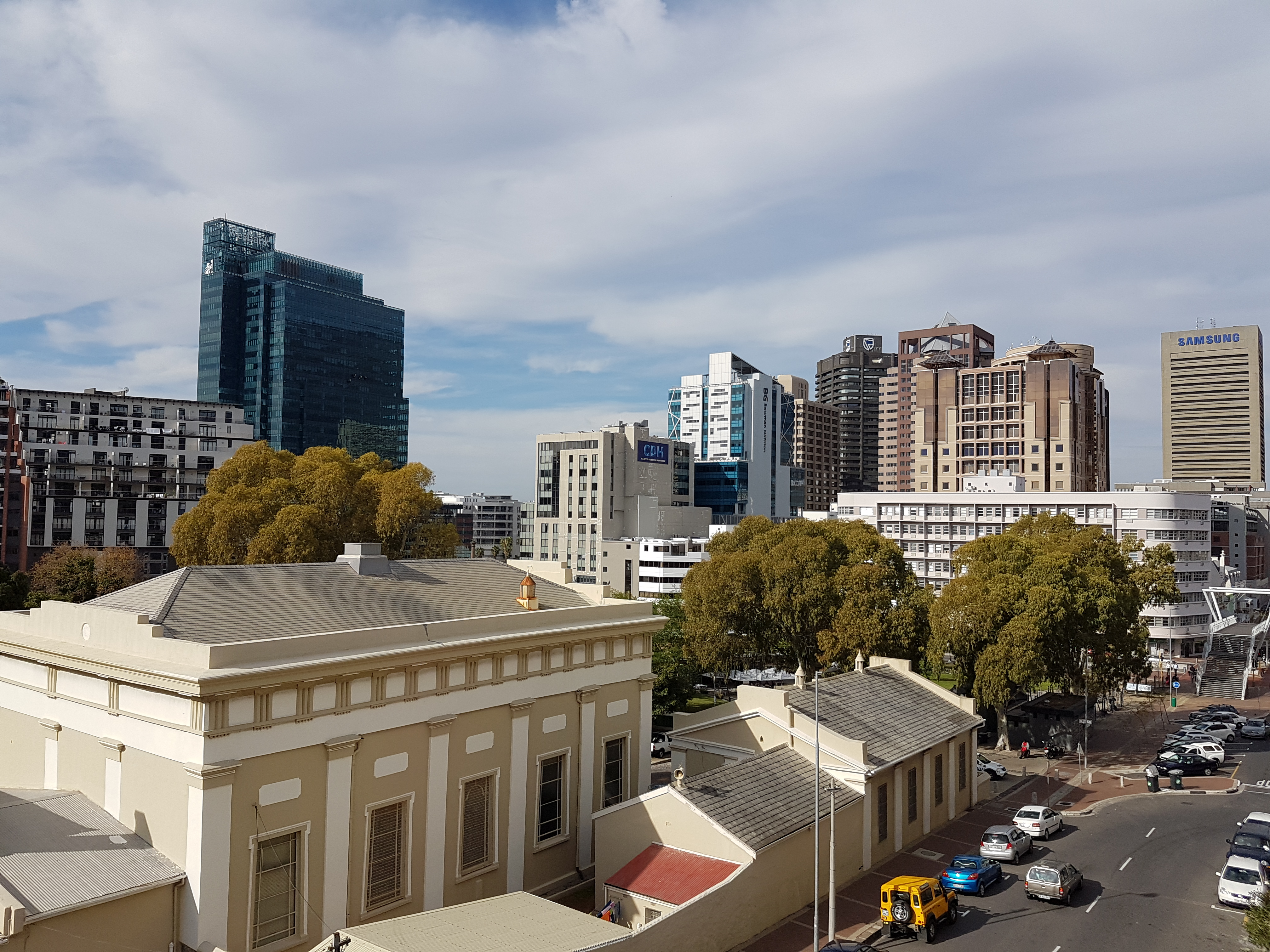
Đường chân trời của quận kinh doanh trung tâm Cape Town nhìn từ mái tòa nhà De Waterkant.

## Hồng Kông

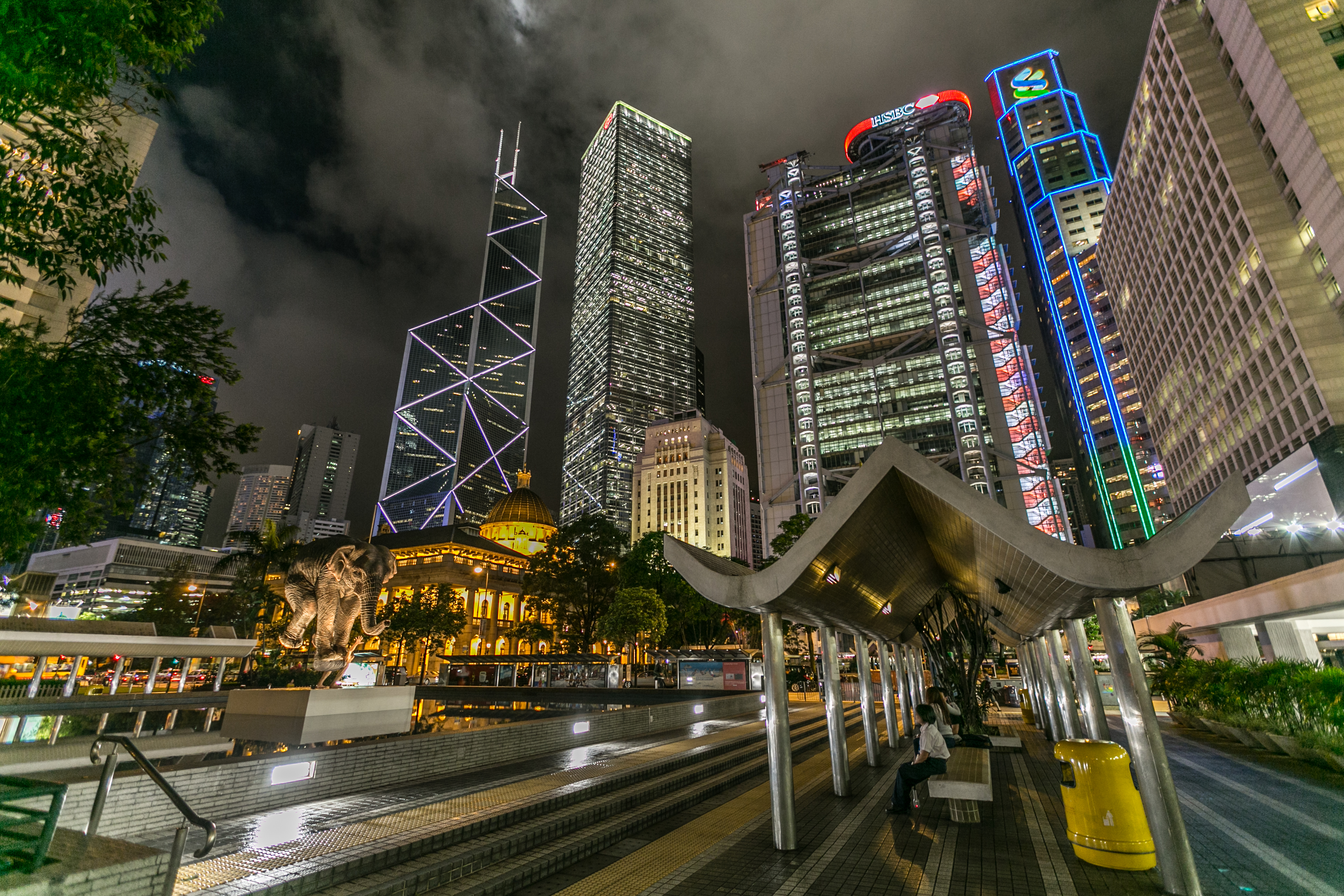
Central là quận kinh doanh trung tâm của Hong Kong

Central, Hong Kong

## Singapore

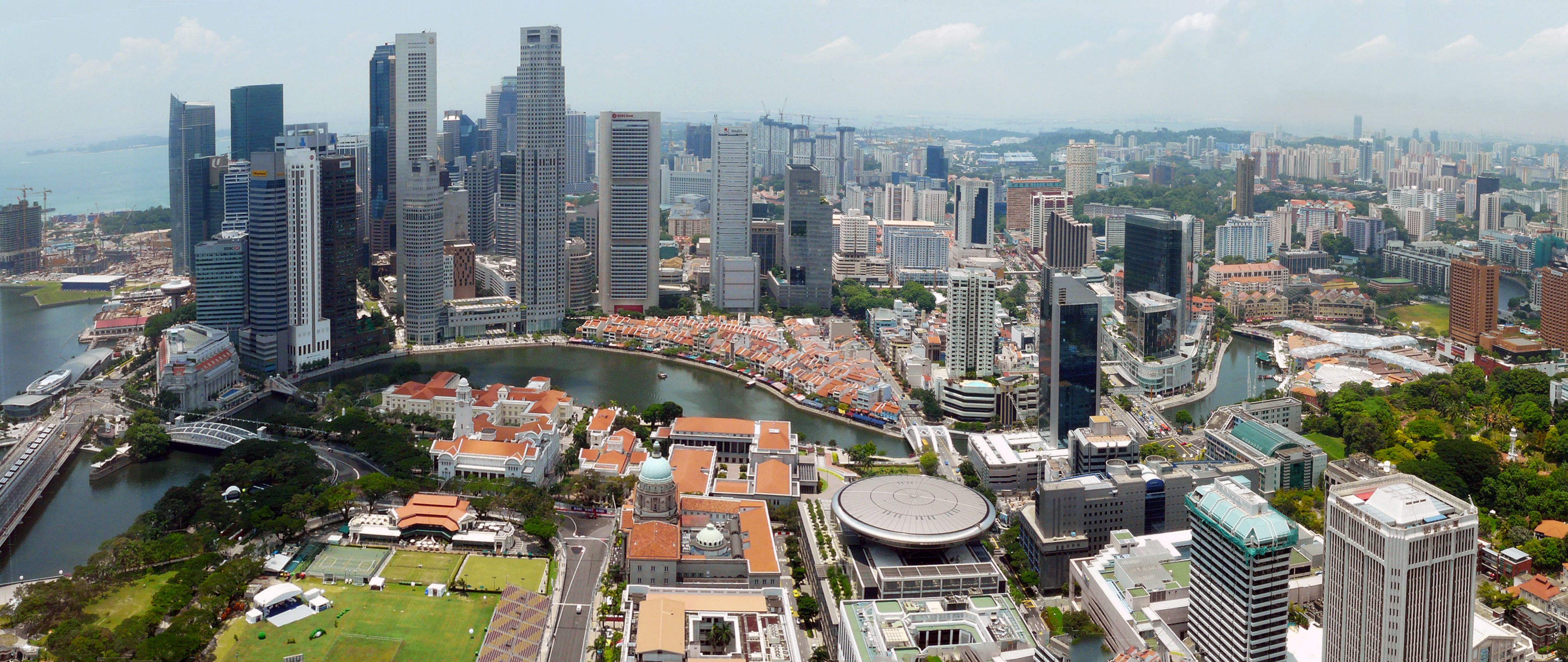
Trung tâm thành phố và Khu quy hoạch sông Singapore khi nhìn từ bờ phía đông của Sông Singapore, với Khu trung tâm nằm ở bờ phía tây của nó. Raffles Place có thể được xác định rõ ràng bởi sự tập trung dày đặc của các tòa nhà chọc trời.

Khu vực thường được gọi là "CBD" nằm trong Trung Hoàn, Singapore, một trong những khu vực cấu thành khu vực quy hoạch của Downtown Core,  Trung tâm thành phố của đất nước. Điểm dày đặc nhất của nó tập trung xung quanh Raffles Place, nơi có hầu hết các tòa nhà chọc trời của Singapore. Thuật ngữ "CBD" đôi khi cũng được sử dụng để chỉ toàn bộ Khu vực Trung tâm.

## Hàn Quốc
Seoul là một thành phố đa trung tâm, cũng có một số khu vực khác đã trở thành các khu kinh doanh quan trọng trong những thập kỷ qua, chẳng hạn như khu Jamsil, có Lotte World Tower với chiều cao 555 mét, khu phức hợp kỹ thuật số Guro, khu phức hợp kỹ thuật số Gasan, quận kinh doanh Magok, thành phố truyền thông kỹ thuật số Sangam, Thị trấn Hành chính Munjeong hoặc dọc theo Đại lộ Mapo. Cuối cùng, khu vực gần Ga Yongsan, bao gồm cả khu kinh doanh quốc tế Yongsan được đề xuất có tiềm năng trở thành một khu thương mại lớn khác, hợp tác với Yeouido gần đó.

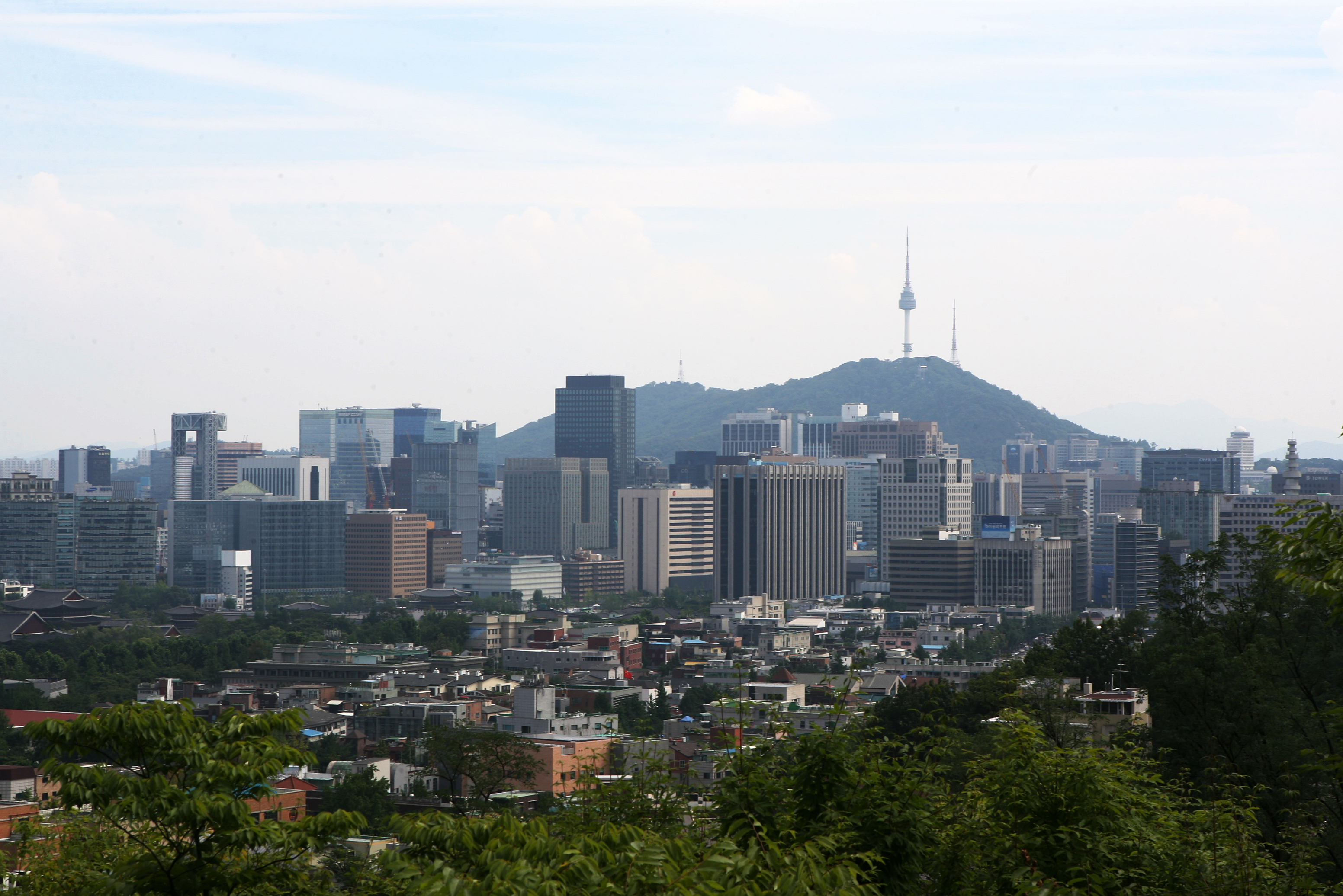
Seoul（Jongno）
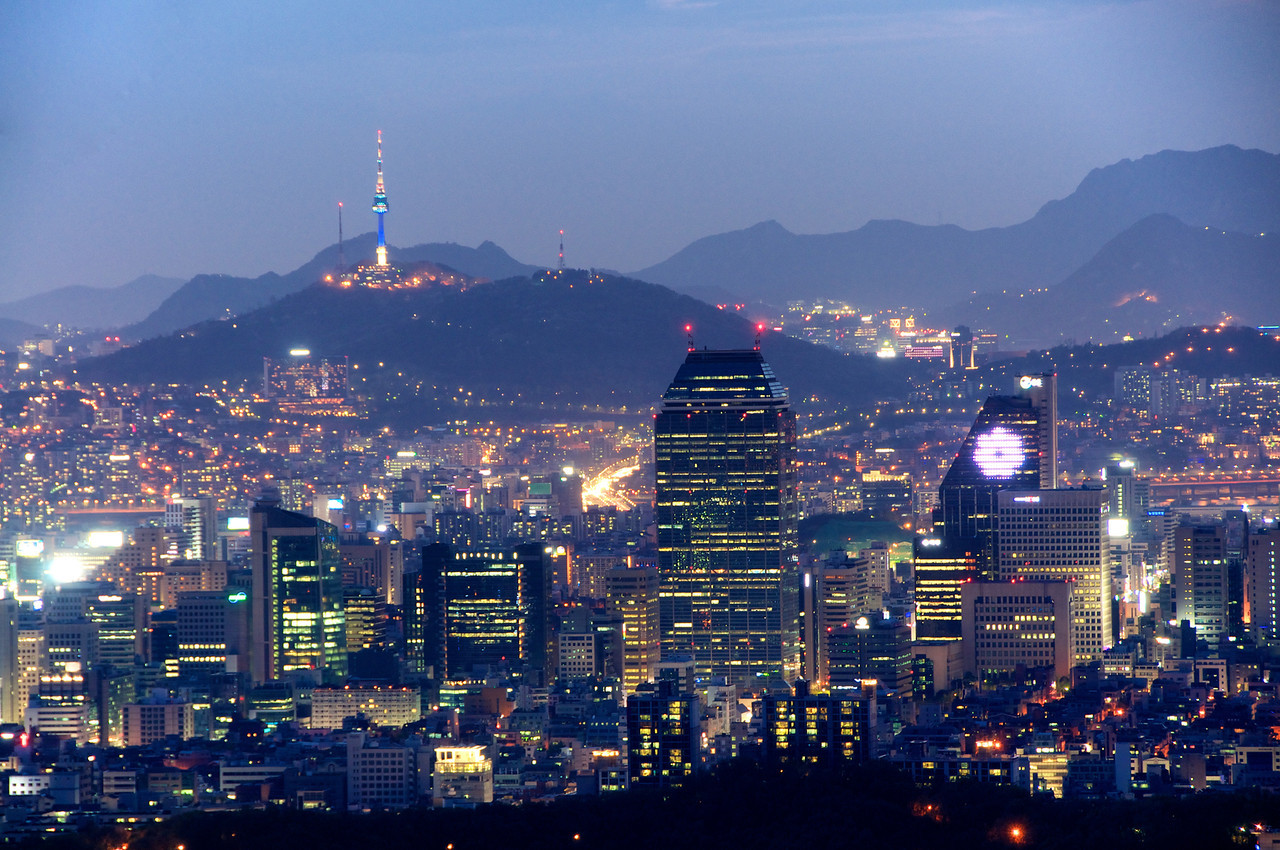
Seoul（Gangnam）
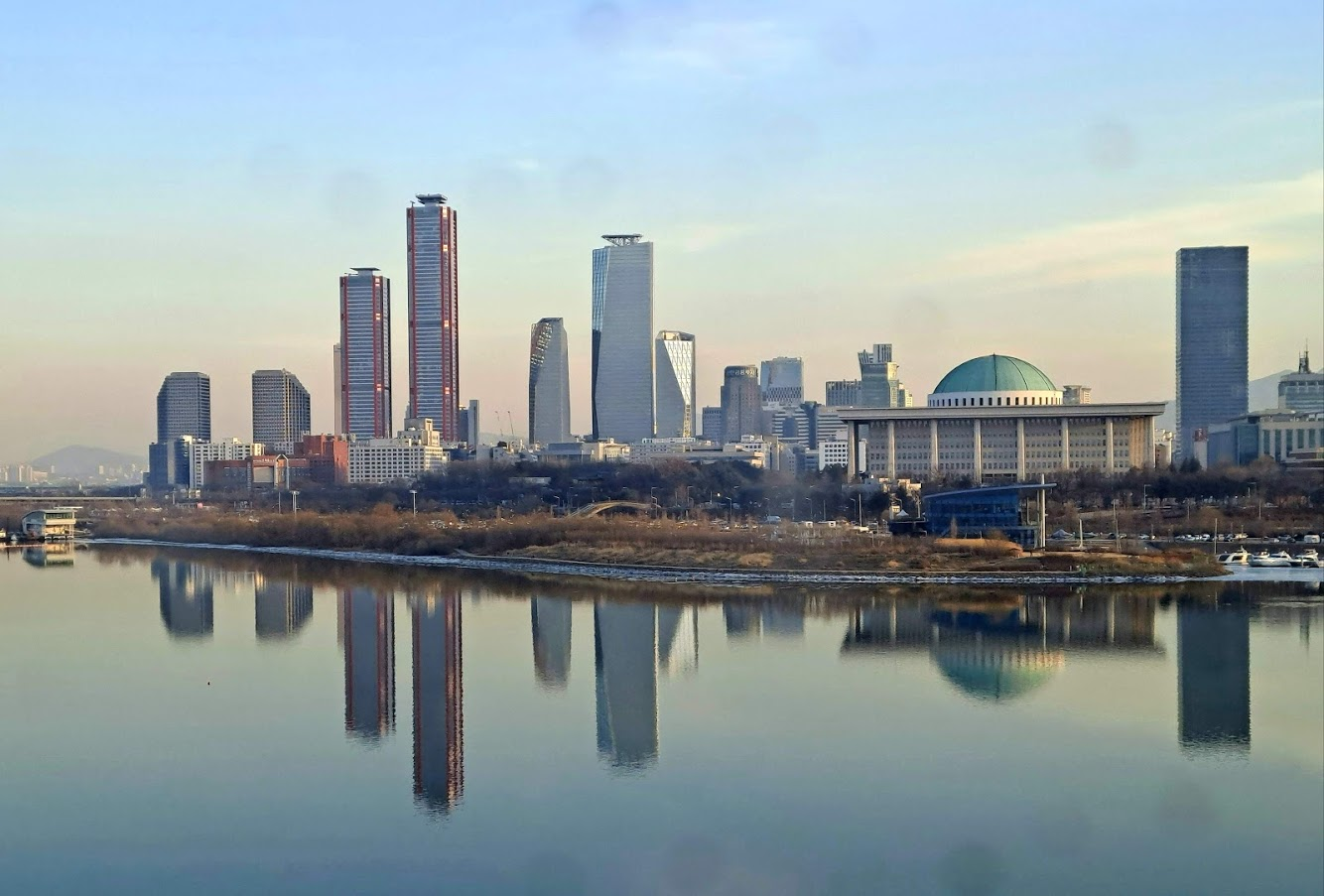
Seoul (Yeouido)
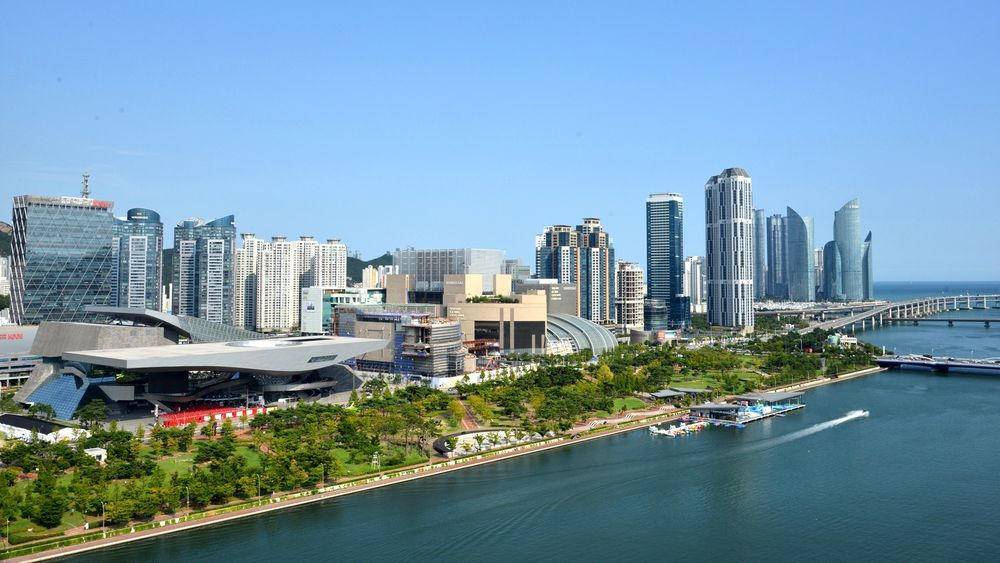
Busan (Haeundae)
Busan (Seomyeon)Busan (Seomyeon)

## Tây Ban Nha

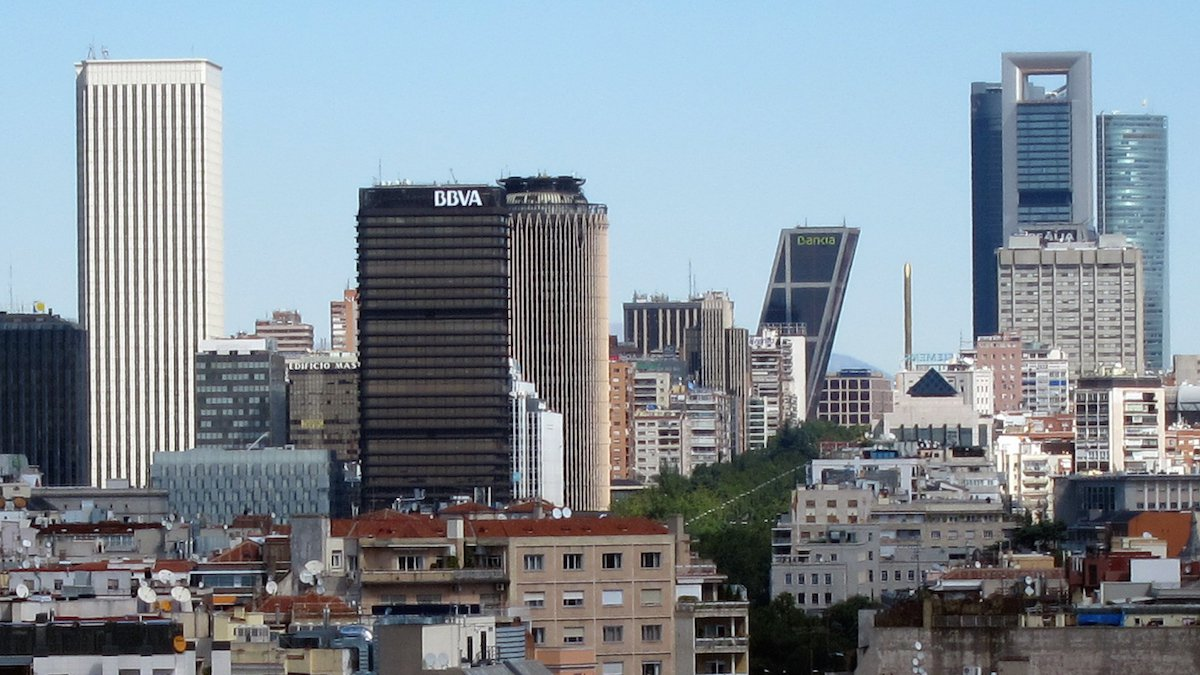
Quận kinh doanh trung tâm AZCA và CTBA ở Madrid
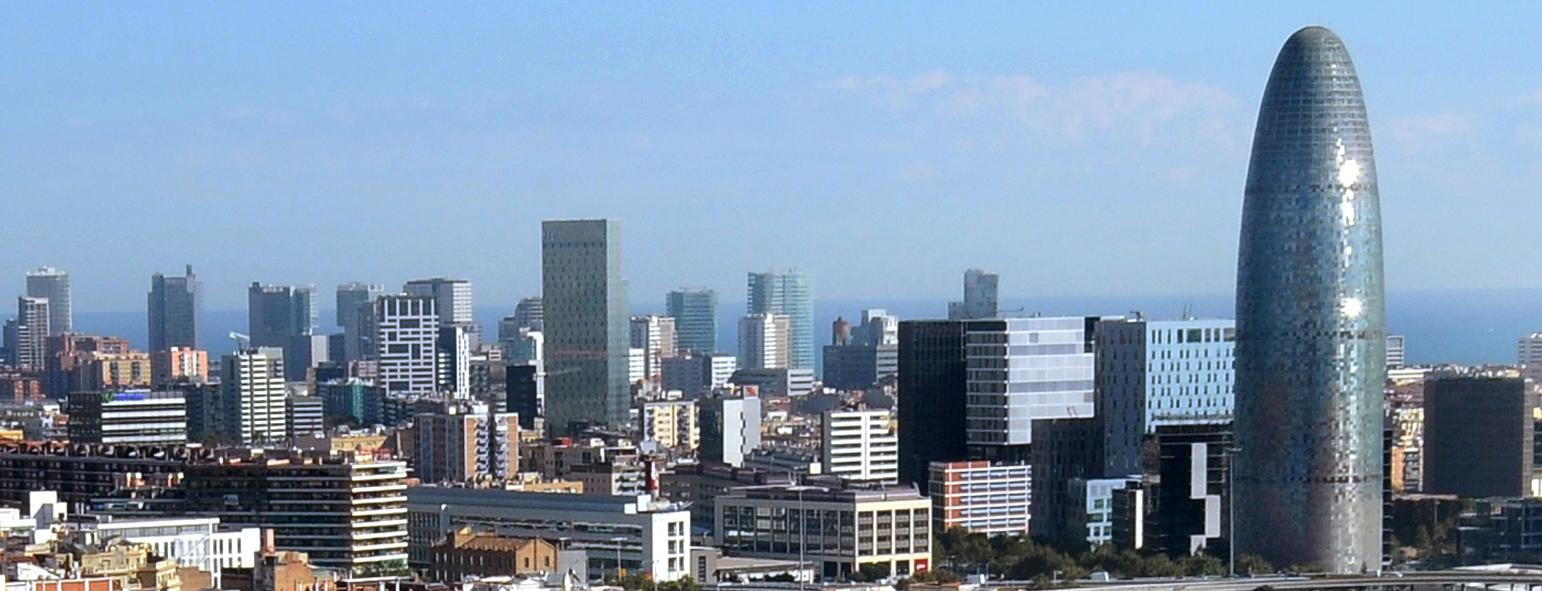
Quận 22@ ở Barcelona
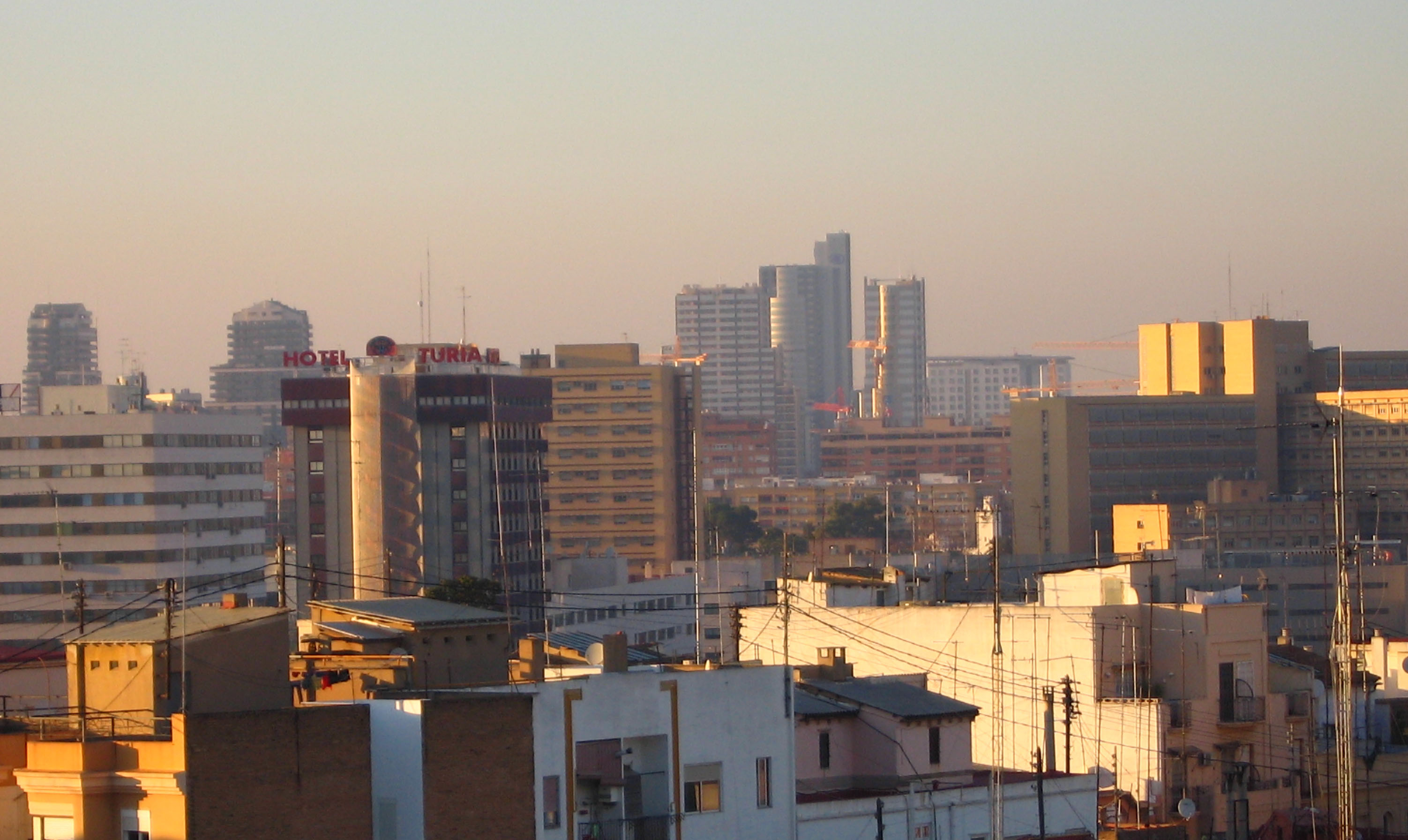
Quận kinh doanh Valencia

Ở Barcelona, 22 @, Gran Via và Granvia l'Hospitalet là các khu kinh doanh chính. Bất chấp thực tế là thủ đô của Catalan không nổi tiếng về các tòa nhà chọc trời và trung tâm tài chính, trong những năm gần đây, nó đã thu hút một số công ty truyền thông và công nghệ như Microsoft và Yahoo!. Năm 2005, Torre Agbar, do kiến trúc sư người Pháp Jean Nouvel thiết kế, đã trở thành tòa nhà cao thứ ba trong thành phố với chiều cao 145 mét (476 ft) . Tòa nhà nhanh chóng trở thành biểu tượng của Barcelona và sắp trở thành khách sạn Hyatt. Tuy nhiên, tòa tháp vẫn còn trống do các vấn đề hành chính.

## Đài Loan

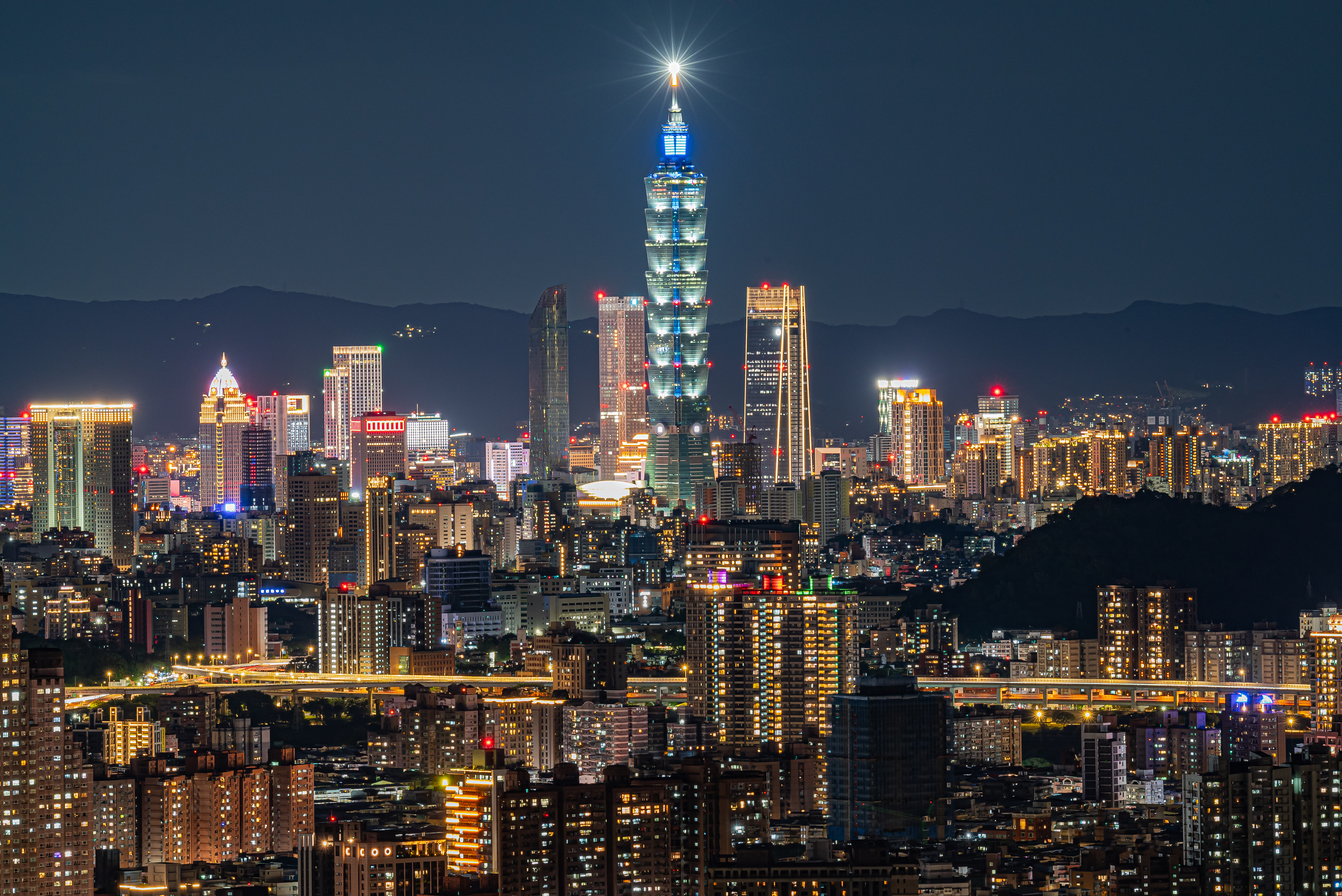
Quận kinh doanh trung tâm của Đài Bắc - Quận Xinyi, với Đài Bắc 101 ở phía sau.
Tân Bắc
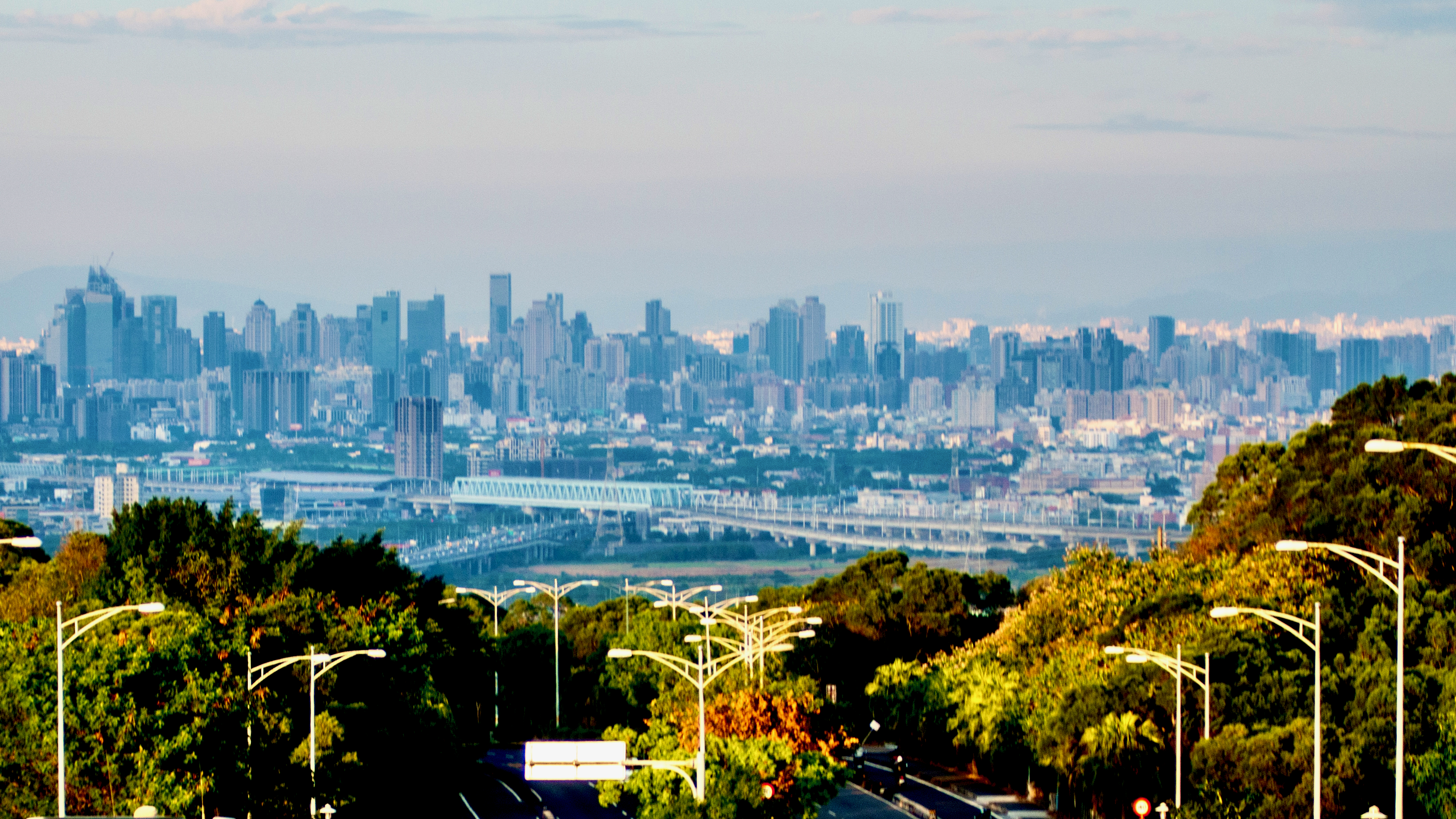
Khu tái phát triển thứ 7 của Đài Trung là khu trung tâm chính của Đài Trung.
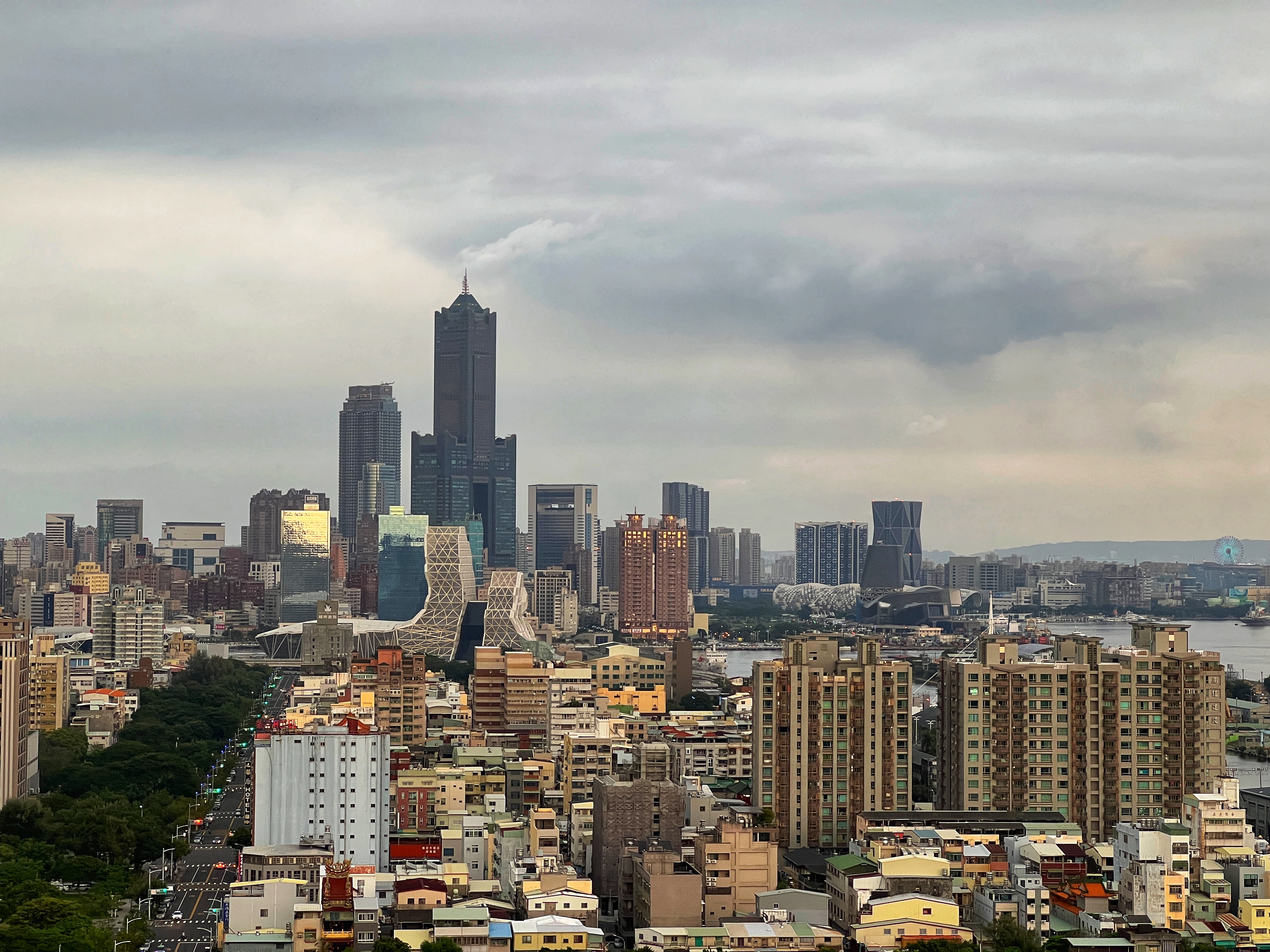
Cao Hùng (Asia New Bay Area)

Ở Đài Loan, thuật ngữ "trung tâm thành phố" (tiếng Trung: 市中心) thường được sử dụng, nhưng một khu thương mại khác bên ngoài lõi lịch sử thường được gọi là "Quận kinh doanh trung tâm" (中心商業區）hoặc "Khu tài chính" (金融貿易區) hoặc "Vùng lòng đỏ" (蛋黃區) cũng thường xuyên được sử dụng. Có rất nhiều khu kinh doanh trung tâm nằm trên Đài Loan.
Tại Đài Bắc, thủ đô của Đài Loan (Cộng hòa Trung Quốc), khu vực xung quanh ga xe lửa chính hoặc Quận Zhongzheng được coi là trung tâm thành phố lịch sử trong khi quận Xinyi hoặc Quận Đông của Đài Bắc nằm ở phía đông của nhà ga nói Quận kinh doanh trung tâm hiện tại của Đài Bắc, vừa là khu tài chính, chính trị và kinh tế hiện đại vừa là khu vực mua sắm hàng đầu, bao gồm cả vị trí của Đài Bắc 101, tòa nhà cao nhất Đài Loan, cao 509,2 mét (1.671 ft).
Tại thành phố Cao Hùng phía nam Đài Loan, các Quận kinh doanh trung tâm chính là Quận Cianjin và Quận Lingya; và ở khu vực đô thị trung tâm Đài Loan của Đài Trung, Quận kinh doanh trung tâm là quận Xitun, đặc biệt là Khu tái phát triển thứ 7 của Đài Trung, trong đó hầu hết các tòa nhà cao tầng có văn phòng tập trung.

## Thổ Nhĩ Kỳ
Ankara trở thành thủ đô của Thổ Nhĩ Kỳ vào những năm 1920. Istanbul vẫn là trung tâm kinh tế chính của đất nước cho đến ngày nay. Ankara được gọi là "thành phố sĩ quan". Hiện tại, quận kinh doanh trung tâm ở Varlık, Altındağ được quy hoạch trên diện tích 262 ha .

## Brazil

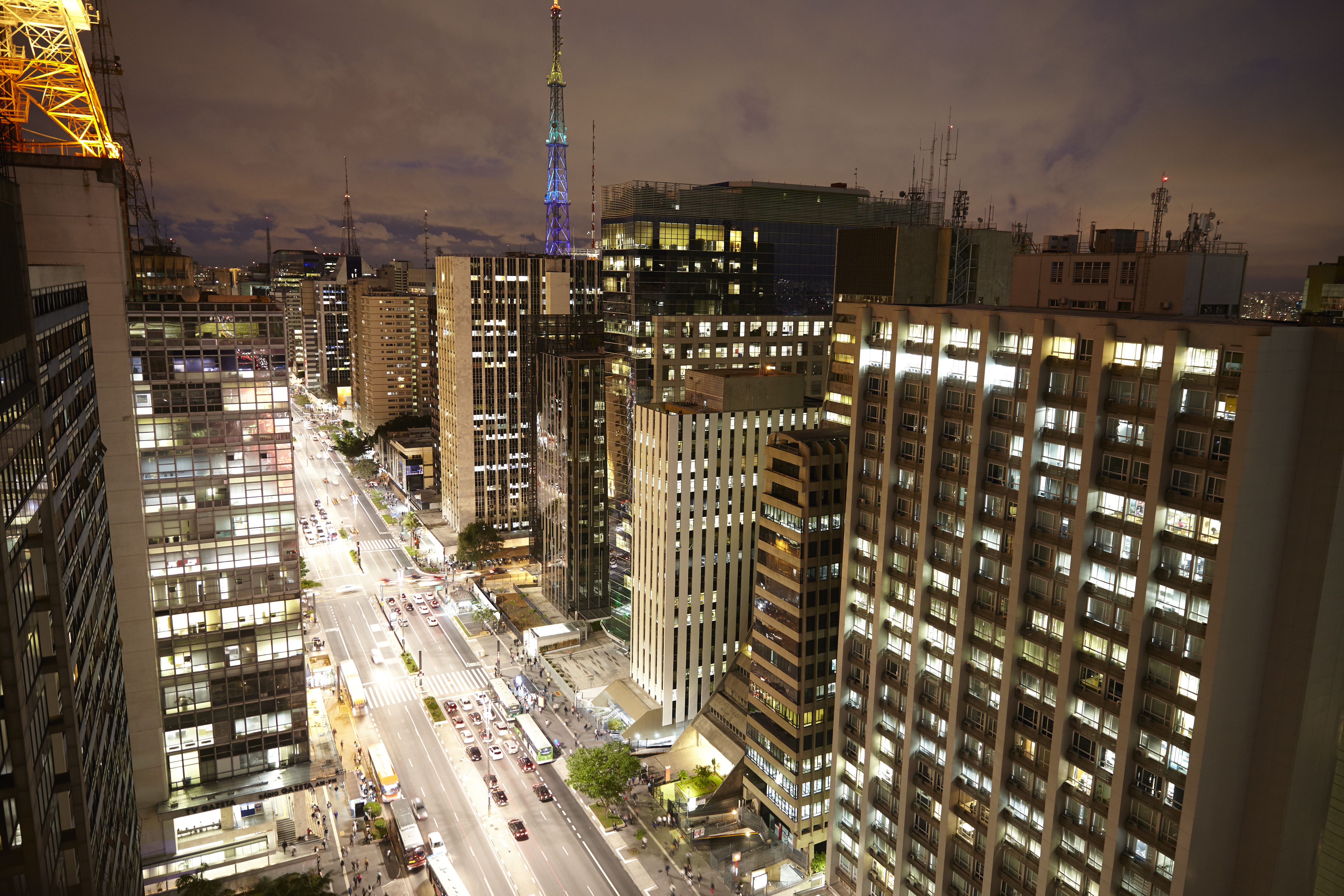
Avenida Paulista về đêm

São Paulo là một thành phố đa cực, với một số khu kinh doanh.
Avenida Faria Lima và các quận lân cận, Itaim Bibi và Vila Olímpia, hiện tập trung một phần lớn các hoạt động tài chính ở São Paulo và ở Brazil.
Avenida Paulista và các đường phố lân cận là một trung tâm tài chính lâu đời có một số văn phòng ngân hàng và trụ sở công ty cũng như bệnh viện.
Khu vực bao gồm Avenidas Berrini, Doutor Chucri Zaidan và Nações Unidas, khu thương mại mới nhất của thành phố, có văn phòng của các công ty đa quốc gia và cả các dịch vụ thương mại.